# Kirchenbezirk Mühlacker
Der Evangelische Kirchenbezirk Mühlacker ist einer von 43 Kirchenbezirken bzw. Kirchenkreisen der Evangelischen Landeskirche in Württemberg. Sein Gebiet ist deckungsgleich mit dem Dekanat Mühlacker.

## Geographie
Der Kirchenbezirk Mühlacker liegt im Westen der württembergischen Landeskirche. Sein Gebiet umfasst den Osten des Enzkreises, also das Gebiet der politischen Städte und Gemeinden Illingen, Knittlingen, Maulbronn, Mühlacker, Ötisheim, Sternenfels, Wiernsheim, Wurmberg und den Ortsteil Ölbronn der Gemeinde Ölbronn-Dürrn sowie den Hauptort und den Ortsteil Großvillars der Gemeinde Oberderdingen (Landkreis Karlsruhe).

### Nachbarkirchenbezirke
Der Kirchenbezirk Mühlacker grenzt an folgende Kirchenbezirke (im Uhrzeigersinn beginnend im Nordosten): Brackenheim (Prälatur Heilbronn), Vaihingen-Ditzingen (Prälatur Stuttgart) sowie Leonberg (Prälatur Reutlingen). Im Westen hat der Kirchenbezirk eine Grenze mit der Evangelischen Landeskirche in Baden (Kirchenbezirke Badischer Enzkreis und Bretten-Bruchsal).

## Geschichte

Blick über die Stadt auf die evangelische Pauluskirche

Das Dekanat Mühlacker geht zurück auf die Special-Superintendentur Maulbronn, die nach der Reformation in Württemberg, evtl. ab 1555, für das damalige Klosteramt Maulbronn eingerichtet wurde. Es gehört zu den ältesten Dekanaten der Landeskirche und war Teil des Generalats Maulbronn. Sitz der Superintendentur war Knittlingen, doch hatte gelegentlich auch ein anderer Pfarrer der Superintendentur die Aufgaben des Superintendenten (Dekan) inne. 1703 wurde die Superintendentur Maulbronn in eine obere Maulbronner Diöcese und eine untere Maulbronner Diöcese geteilt. Die obere Diözese hatte zunächst ihren Sitz in Roßwag (heute ein Stadtteil von Vaihingen an der Enz), ab 1744 in Dürrmenz (heute ein Stadtteil von Mühlacker), die untere Diöcese hatte ihren Sitz in Knittlingen. 1827 wurden beide Dekanate vereinigt. Das nunmehrige Dekanat Maulbronn hatte seinen Sitz in Knittlingen.
1823 wurde das Generalat Maulbronn aufgehoben. Seither gehört das Dekanat Maulbronn zum Generalat Heilbronn, aus dem 1924 die heutige Prälatur Heilbronn hervorging. 1840 hatte man erwogen, den Sitz des Dekanats von Knittlingen nach Maulbronn zu verlegen, doch wurde dies erst 1938 umgesetzt. 1970 wurde der Dekanatssitz schließlich nach Mühlacker verlegt und das Dekanat bzw. der Kirchenbezirk entsprechend umbenannt.
Mit Wirkung vom 1. Januar 1973 wurde die Kirchengemeinde Mühlhausen/Enz und durch Verfügung des Oberkirchenrats vom 21. Juni 1979 die Kirchengemeinde Großglattbach vom Kirchenbezirk Vaihingen in den Kirchenbezirk Mühlacker umgegliedert. Im Gegenzug wurde zum 1. Januar 1973 die Kirchengemeinde Gündelbach vom Kirchenbezirk Mühlacker in den Kirchenbezirk Vaihingen umgegliedert.

## Leitung des Kirchenbezirks
Die Leitung des Kirchenbezirks obliegt der Bezirkssynode, dem Kirchenbezirksausschuss (KBA) und dem Dekan. Derzeitiger Dekan ist seit 2017 Jürgen Huber (* 1963), der zugleich einer der Pfarrer an der Pauluskirche in Mühlacker ist.

### Dekane des Kirchenbezirks Maulbronn bzw. Mühlacker seit 1800
Der Dekanatssitz befand sich zunächst in Knittlingen und Dürrmenz, ab 1827 in Knittlingen, ab 1938 in Maulbronn und seit 1970 in Mühlacker.
- 1789–1803 Christian Konrad Klemm, Dekan des oberen Dekanats Maulbronn in Dürrmenz
- 1803–1811 Johann Karl Friedrich Schall, Dekan des oberen Dekanats Maulbronn in Dürrmenz
- 1811–1827 Johann Ludwig Lenz, Dekan des oberen Dekanats Maulbronn in Dürrmenz
- 1782–1809 Wilhelm Aurelius Krippendorf, Dekan des unteren Dekanats Maulbronn in Knittlingen
- 1810–1811 Ernst Christoph Mutschler, Dekan des unteren Dekanats Maulbronn in Knittlingen
- 1811–1822 Karl August Friedrich Stein, Dekan des unteren Dekanats Maulbronn in Knittlingen
- 1823–1827 Gottlob Ulrich Osiander, Dekan des unteren Dekanats Maulbronn in Knittlingen

noch nicht komplett
- 1828–1844 Gottlob Eberhard von Hafner, Dekan des vereinigten Dekanats Maulbronn in Knittlingen
- 1844–1853 Christian Friedrich Lempp (1808–1885)
- 1853–1858 Gotthard Viktor Lechler
- 1858–1875 Ferdinand Hermann Kornbeck
- 1876–1892 Karl August Haug
- 1893–1896 Wilhelm Theophil Kolb
- 1897–1904 Karl Wunderlich
- 1905–1920 Karl Miller
- 1920–1934 Paul Pichler
- 1935–1938 Ulrich Herzog
- 1939–1948 Friedrich Stein (1879–1956)
- 1948–1950 ?
- 1950–1955 Hans Wagner (1905–1993)
- 1955–1963 Reinhard Daur
- 1963–1974 Paul Tolk (1912–1979)
- 1974–1992 Hans Martin Freudenreich (* 1928)
- 1992–2005 Wolfgang Altenmüller (* 1941)
- 2005–2016 Ulf van Luijk (* 1954)
- seit 2017 Jürgen Huber (* 1963)

## Kirchengemeinden
Im Kirchenbezirk Mühlacker gibt es insgesamt 24 Kirchengemeinden. Dabei haben sich mehrere Kirchengemeinden zu Gesamt- oder Verbundkirchengemeinden zusammengeschlossen, bleiben aber weiterhin eigenständige Körperschaften des öffentlichen Rechts. Die jeweils in Klammern hinter dem Namen der Kirchengemeinde angegebenen Gemeindegliederzahlen beziehen sich auf das Jahr 2005 und sind gerundet.
Das Gebiet des Kirchenbezirks Mühlacker gehört überwiegend zum alten Kernland Württemberg, wo ab 1534 die Reformation eingeführt wurde. Daher ist das gesamte Gebiet überwiegend evangelisch geprägt und es gibt auch fast in jedem Dorf eine evangelische Kirchengemeinde und meist auch eine alte Kirche. Das Gebiet ist auch geprägt von einigen ehemaligen Waldenserdörfern, die im ausgehenden 17. Jahrhundert bzw. beginnenden 18. Jahrhundert gegründet wurden. Diese Dörfer waren reformiert und hatten eigene Pfarrer. Gottesdienstsprache war bis Anfang des 19. Jahrhunderts Französisch. 1823 wurden diese Gemeinden in die (lutherische) württembergische Landeskirche eingegliedert. In allen Orten des Kirchenbezirks Mühlacker (außer Mühlacker selbst) zogen Katholiken überwiegend erst nach dem Zweiten Weltkrieg zu.

### Kirchengemeinde Enzberg
Die Kirchengemeinde Enzberg (ca. 1.950) umfasst den Stadtteil Enzberg der Stadt Mühlacker. Kirchlich gehörte der Ort zunächst zu Niefern, ab 1818 zu Dürrmenz, doch ist eine Burgkapelle Enzberg bereits 1145 genannt. 1832 erhielt Enzberg eine eigene Kirche und Pfarrei.

### Kirchengemeinde Großvillars

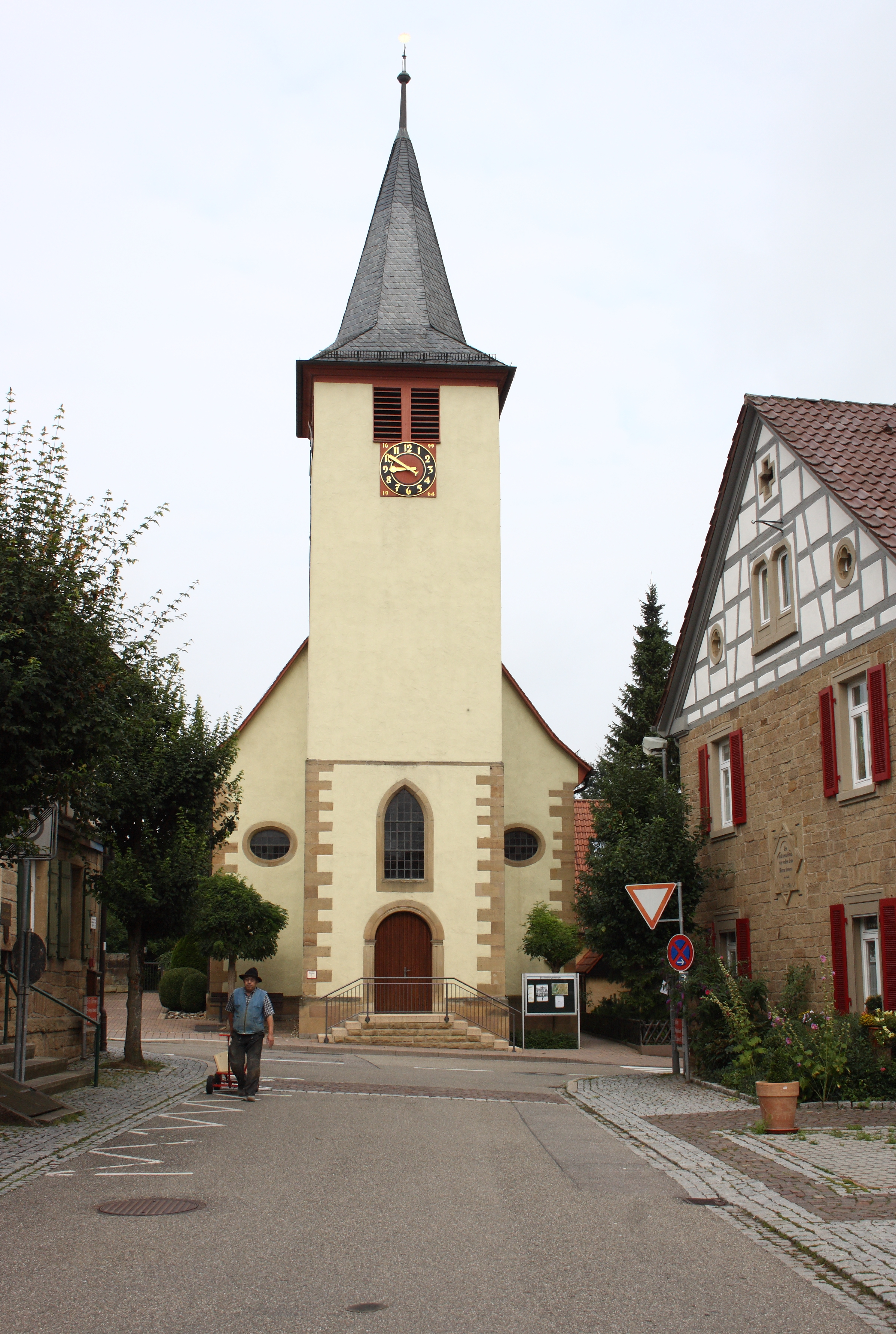
Evangelische Kirche Großvillars

Die Kirchengemeinde Großvillars (ca. 550) umfasst den Ortsteil Großvillars der Gemeinde Oberderdingen. Großvillars wurde ab 1698 als Waldenserkolonie gegründet. Mit dem Ort wurde auch eine eigene Kirche erbaut und eine reformierte Kirchengemeinde errichtet. Politisch bildete der Ort zusammen mit dem benachbarten Kleinvillars eine Gemeinde, die 1826 in zwei selbständige Gemeinden getrennt wurde. Bereits 1823 wurde die reformierte Kirchengemeinde Großvillars in die württembergische Landeskirche eingegliedert. 1866 wurde die politische Gemeinde Großvillars aufgelöst, der größere Teil kam zur Stadt Knittlingen, der kleinere zur Gemeinde Oberderdingen. Erst bei der Gemeinde- und Kreisreform in Baden-Württemberg zum 1. Januar 1973 wurde der knittlingische Teil ebenfalls der Gemeinde Oberderdingen zugeteilt. Seither ist der Ort wieder politisch vereinigt. Auf die kirchliche Situation hatte die frühere Aufteilung jedoch keine Auswirkungen.

### Gesamtkirchengemeinde Illingen-Schützingen
Zum 1. Januar 2021 schlossen sich die Kirchengemeinden Illingen und Schützingen zur Gesamtkirchengemeinde Illingen-Schützingen zusammen.

#### Kirchengemeinde Illingen

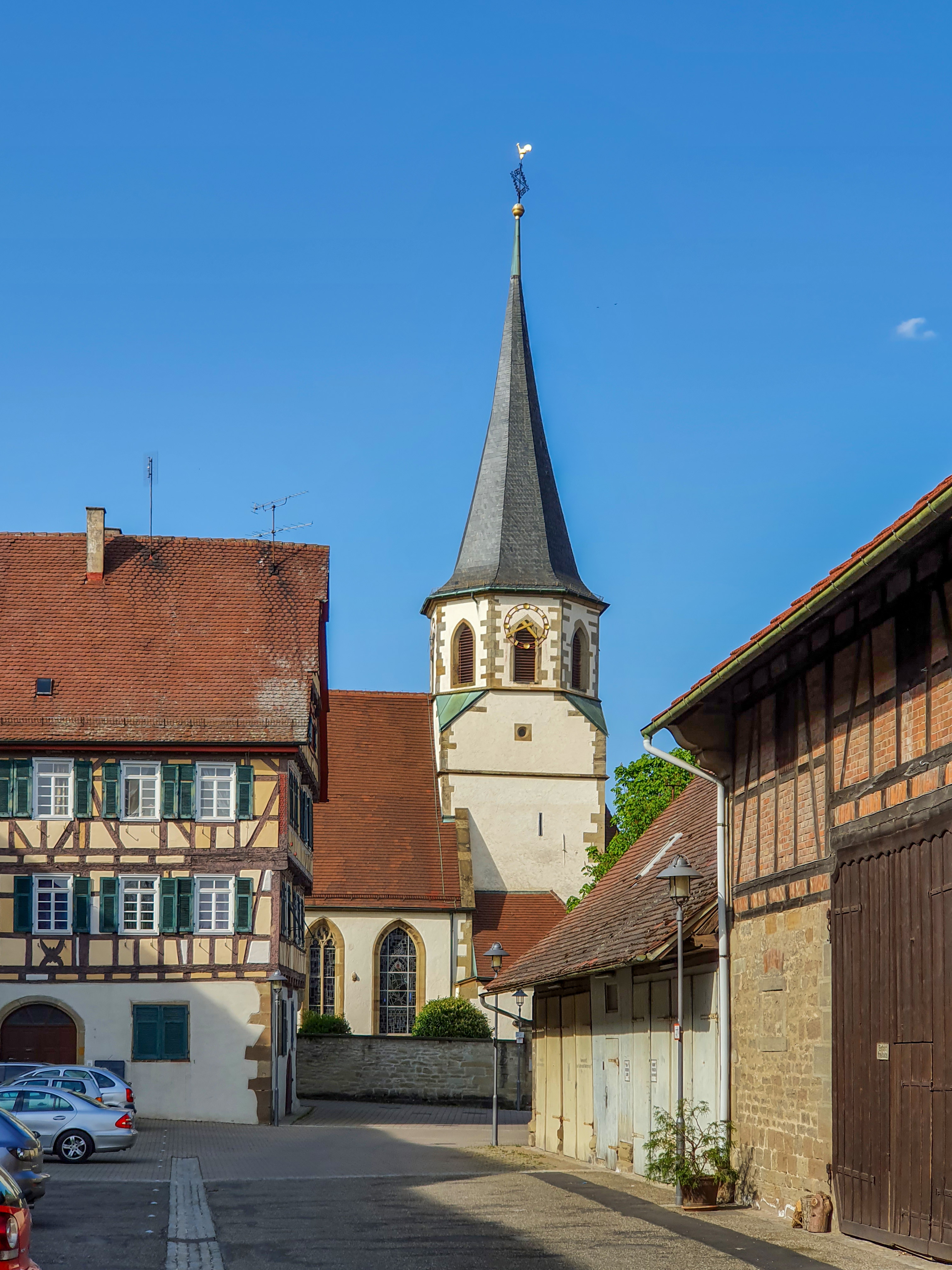
Cyriakuskirche in Illingen

Die Kirchengemeinde Illingen (ca. 3.350) umfasst den Hauptort der Gemeinde Illingen. Eine Kirche wird bereits 774 erwähnt, als sie dem Kloster Lorsch geschenkt wurde. 1425 verkaufte sie Georg von Enzberg an das Kloster Maulbronn, dem sie 1479 inkorporiert wurde. Ab 1601 wird sie St.-Cyriakus-Kirche genannt. Die ehemalige Wehrkirche hat einen spätgotischen Chorturm mit geschlossenem Chor.

#### Kirchengemeinde Schützingen

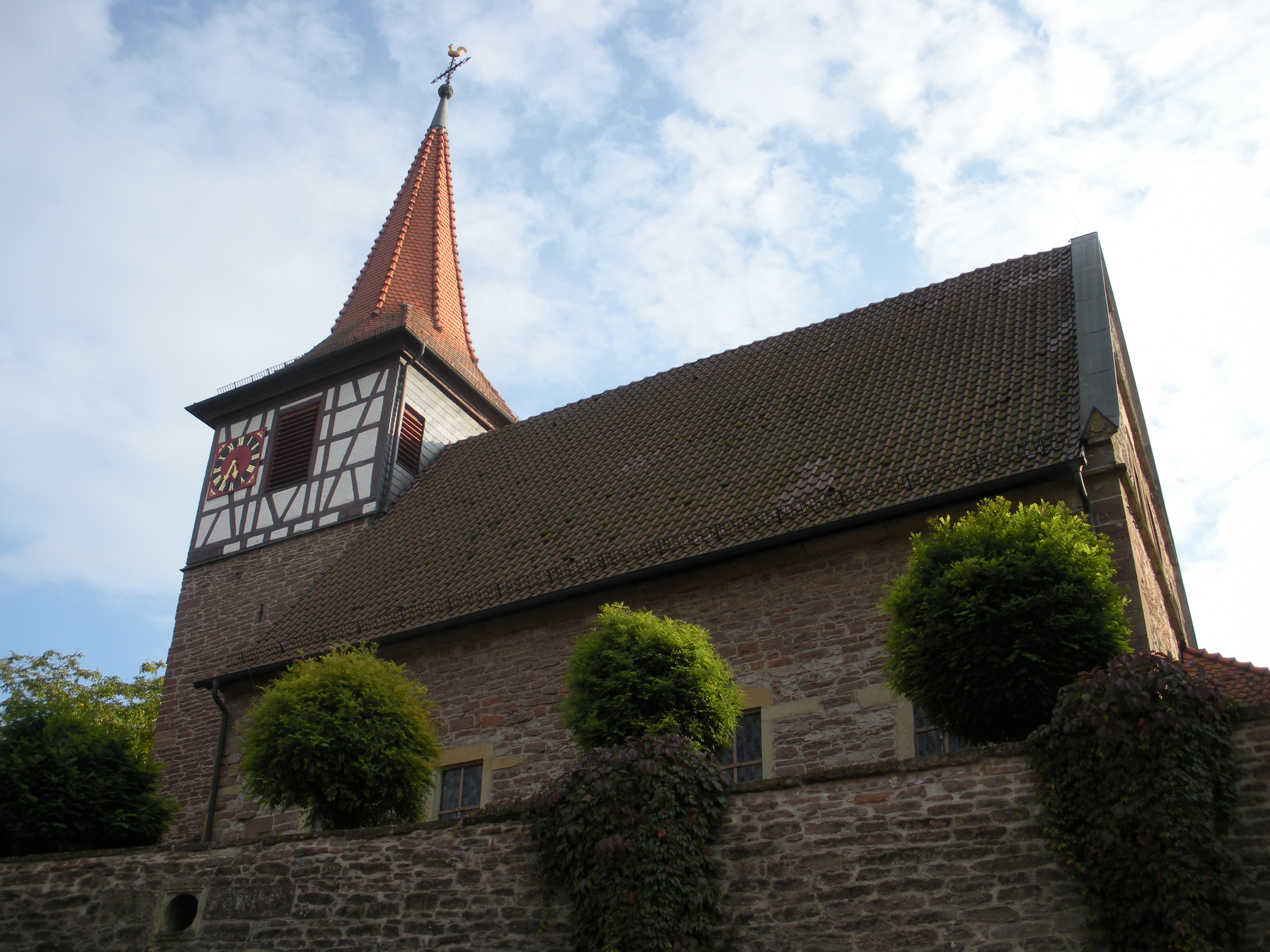
Evang. Kirche St. Ulrich in Illingen-Schützingen

Die Kirchengemeinde Schützingen (ca. 550) umfasst den Ortsteil Schützingen der Gemeinde Illingen ohne den Weiler Schützinger Mühle, welcher durch Bekanntmachung des Oberkirchenrats vom 21. Juli 1952 in die Kirchengemeinde Gündelbach (heute Kirchenbezirk Vaihingen an der Enz) umgegliedert wurde. Eine Kirche wird bereits 1023 erwähnt. 1152 stand sie unter dem Patronat der Herren von Roßwag. 1356 ging das Patronat über die Herren von Enzberg an das Kloster Herrenalb, dem die Kirche 1407 inkorporiert wurde. Die spätgotische Chorturmkirche St. Ulrich hat ein Kreuzrippengewölbe und Wandmalereien aus der Zeit um 1300. 1719 wurde sie baulich verändert. Nach Kriegszerstörungen wurde sie 1949 wiederhergestellt.

### Kirchengemeinde Knittlingen

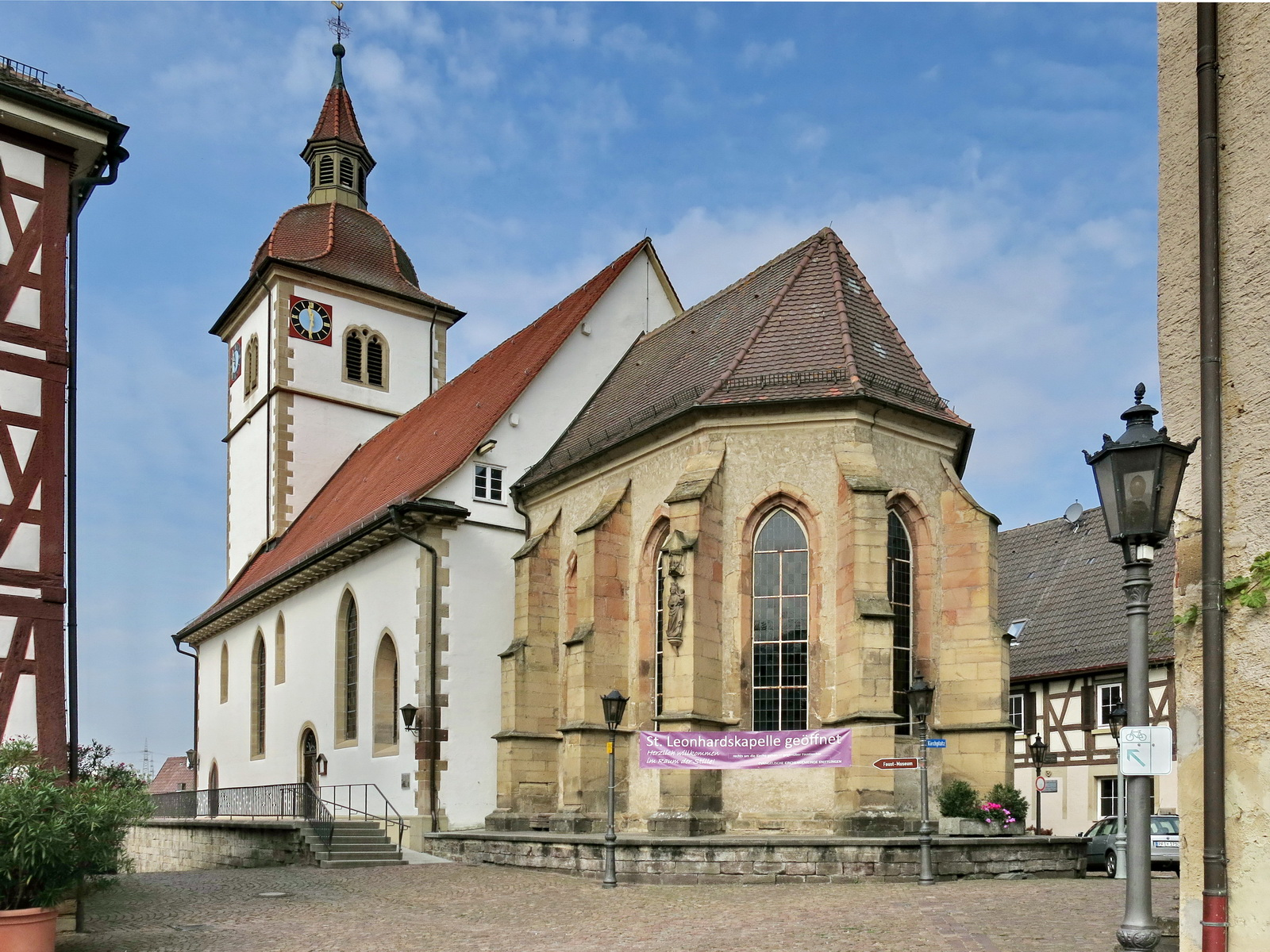
Leonhardskirche in Knittlingen

Die Kirchengemeinde Knittlingen (ca. 2.700) umfasst die Kernstadt von Knittlingen. Eine Kirche wird bereits 1148 erstmals erwähnt. 1422 wird sie St. Georgskirche genannt. Sie lag außerhalb der Stadt und war wohl früh Pfarrkirche für Knittlingen, Diefenbach und Freudenstein sowie Maulbronn. 1289 war sie dem Kloster Maulbronn inkorporiert. Nach Zerstörung der Kirche wurde diese im 18. Jahrhundert abgetragen. In der Stadtmitte bestand eine Kapelle, die der Muttergottes sowie Johannes dem Täufer und Johannes Evangelist geweiht war. Sie wurde nach der Reformation evangelische Hauptkirche der Stadt. Das Schiff und der Turm stammt aus dem 13. Jahrhundert, der Chor ist spätgotisch.

### Verbundkirchengemeinde Maulbronn-Umland
Die Verbundkirchengemeinde Maulbronn-Umland, die 2019 gegründet wurde, umfasst die Gemeinde Maulbronn sowie Teile von Knittlingen. Sie besteht aus vier Kirchengemeinden.

#### Kirchengemeinde Maulbronn

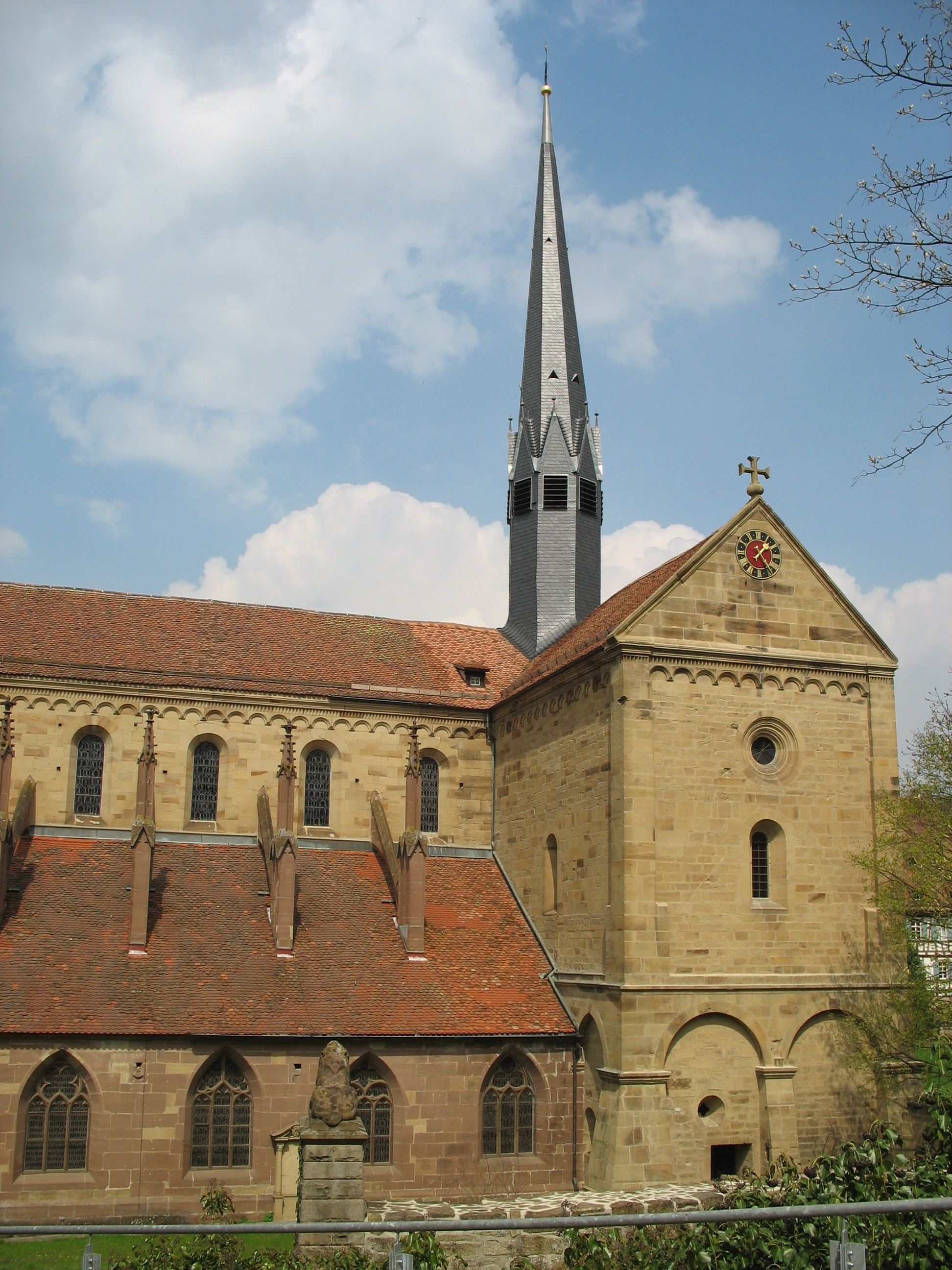
Evang. Klosterkirche Maulbronn

Die Kirchengemeinde Maulbronn (ca. 1.900) umfasst die Kernstadt von Maulbronn. Die Kirchengemeinde ist noch relativ jung, da auf dem Gebiet der heutigen Kernstadt Maulbronn vor 1800 lediglich der Klosterkomplex Maulbronn bestand. Eine bürgerliche Siedlung um das Kloster Maulbronn wuchs erst ab 1809 heran. 1838 wurde diese zur eigenständigen Gemeinde und 1886 zur Stadt erhoben. Eine Pfarrverweserei wurde für die junge Gemeinde erst 1842 eingerichtet. 1875 wurde sie zur Pfarrei erhoben, deren Pfarrkirche die Klosterkirche wurde.

#### Kirchengemeinde Freudenstein
Die Kirchengemeinde Freudenstein (ca. 1.000) umfasst die Stadtteile Freudenstein und Hohenklingen der Stadt Knittlingen. Die Kirche St. Gallus (so ab 1601) war weißenburgisches Lehen. Die heutige Kirche wurde 1753 erbaut. Im Stadtteil Hohenklingen gibt es eine spätgotische Filialkirche.

#### Kirchengemeinde Schmie

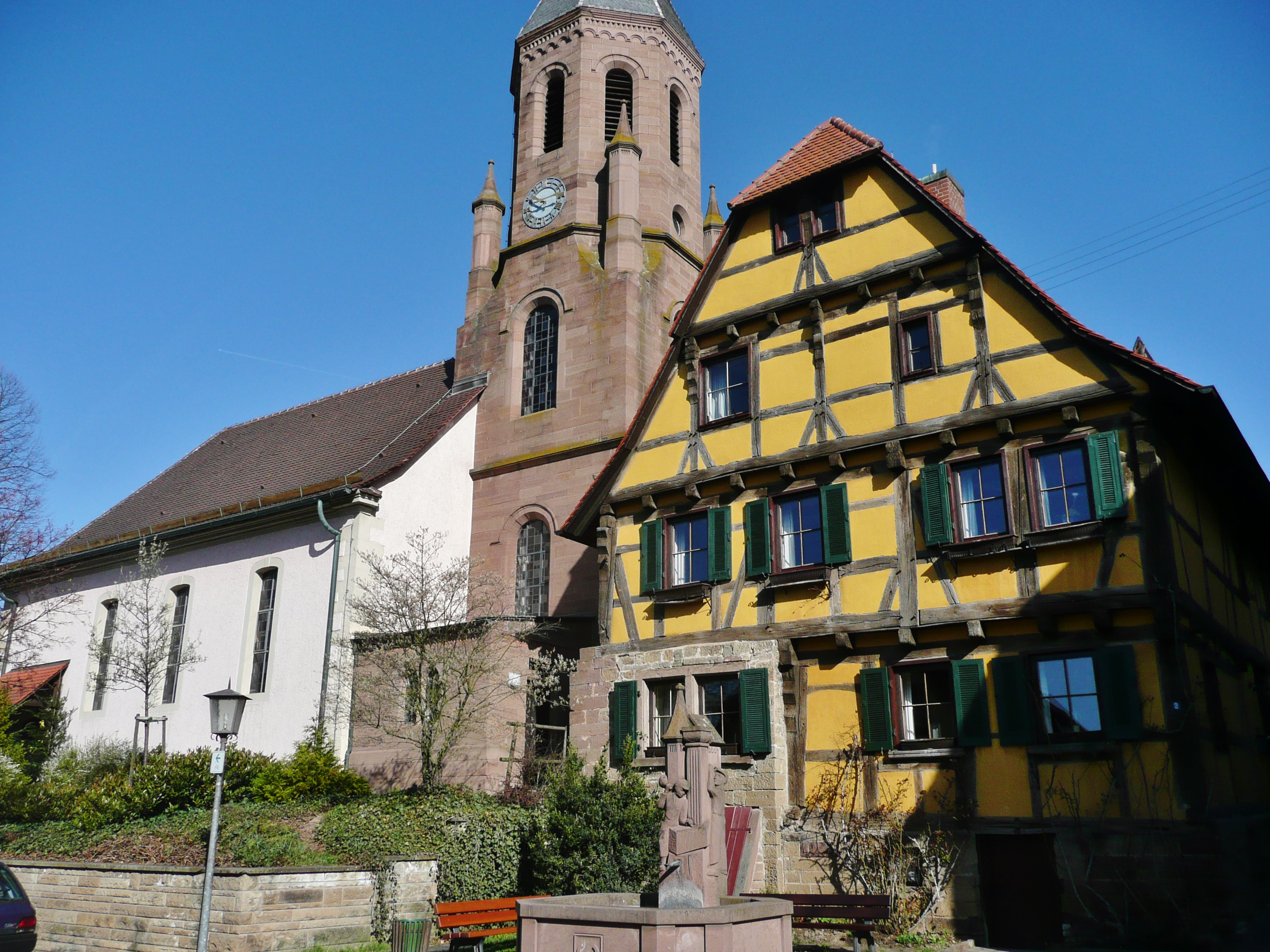
Dieboldskirche in Schmie

Die Kirchengemeinde Schmie (ca. 400) umfasst den Stadtteil Schmie der Stadt Maulbronn und den Aussiedlerhof Hasenberg (Markung Lienzingen), der durch Bekanntmachung des Oberkirchenrats vom 24. Juni 1970 von der Kirchengemeinde Lienzingen abgetrennt und der Kirchengemeinde Schmie zugeordnet wurde.
Eine Kirche wurde in Schmie schon in romanischer Zeit erbaut. 1702 wird sie als St. Dieboldkirche bezeichnet. 1752 wurde das Schiff umgebaut und 1864 ein neoromanischer Chorturm angefügt. Bis 1845 war Schmie eine Filiale von Lienzingen, wurde dann Pfarrverweserei und erst 1933 eigene Pfarrei.

### Kirchengemeinde Zaisersweiher

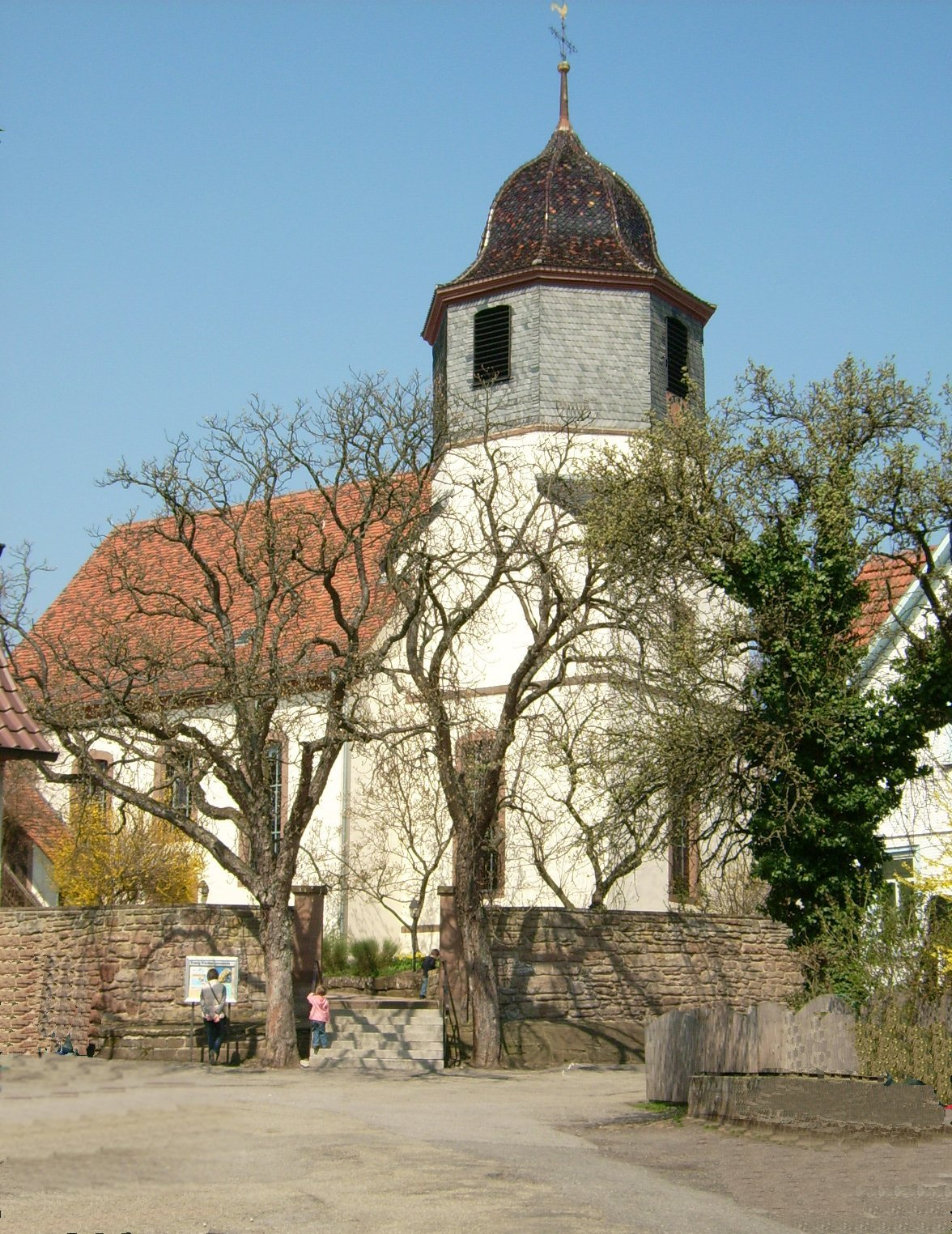
Evangelische Kirche Zaisersweiher

Die Kirchengemeinde Zaisersweiher (ca. 950) umfasst den Stadtteil Zaisersweiher der Stadt Maulbronn. Eine Kirche wurde bereits 1100 an das Kloster Sinsheim gegeben. Mit Maulbronn wurde der Ort evangelisch. Das Kloster Sinsheim verkaufte den Kirchensatz 1572 an Württemberg. Ab 1601 wird die Kirche mit St. Johann bezeichnet. 1796 wurde die Kirche völlig verändert, der Chorturm stammt noch von der Vorgängerkirche.

### Gesamtkirchengemeinde Mühlacker
Die Gesamtkirchengemeinde Mühlacker umfasst die Kernstadt von Mühlacker sowie die Stadtteile Dürrmenz, Lienzingen und Lomersheim. Im Gebiet der heutigen Kernstadt Mühlacker wurde durch Württemberg ab 1534 die Reformation eingeführt. Zunächst gab es nur Lutheraner. Ab 1699 wurden westlich von Dürrmenz reformierte Waldenser angesiedelt. Sie bildeten eine eigene reformierte Kirchengemeinde Du Queyras und erhielten die alte Pfarrkirche St. Peter in Dürrmenz. Der lutherischen Gemeinde verblieb die Kirche St. Andreas, die bereits 1408 Pfarrkirche geworden war. 1823 wurde die reformierte Gemeinde aufgehoben und in die Evangelische Landeskirche in Württemberg eingegliedert. Danach diente deren Kirche St. Peter als Friedhofskirche. Fortan war die St.-Andreas-Kirche bis ins 20. Jahrhundert die einzige Pfarrkirche der Gemeinde. Bis 1827 war sie sogar Sitz eines Dekanats, dann wurde Maulbronn Dekanatssitz.
Im 20. Jahrhundert wurden die Kirchengemeinden Dürrmenz und Mühlacker durch Zuzüge so groß, dass weitere Kirchen und Gemeindezentren erbaut wurden. Es entstand 1920 neben der Andreaspfarrei die Pauluspfarrei als zweite Pfarrei innerhalb der Kirchengemeinde Dürrmenz-Mühlacker. Die Gottesdienste der Pauluspfarrei wurden zunächst noch in der Bärenwirtschaft abgehalten. Erst 1954 wurde die heutige Pauluskirche erbaut, die 1970 Hauptkirche des Dekanats wurde. Bereits 1959 war noch das Paul-Gerhardt-Gemeindehaus entstanden und dort eine weitere Pfarrei errichtet worden.
Mit Wirkung vom 4. Dezember 1983 wurde die bis dahin alleinige Kirchengemeinde Mühlacker aufgeteilt. Es entstanden drei selbständige Kirchengemeinden, die Pauluskirchengemeinde Mühlacker, die Andreaskirchengemeinde Mühlacker und die Paul-Gerhardt-Kirchengemeinde Mühlacker, die sich in der ebenfalls neu errichteten Gesamtkirchengemeinde Mühlacker zusammenschlossen.

#### Pauluskirchengemeinde Mühlacker

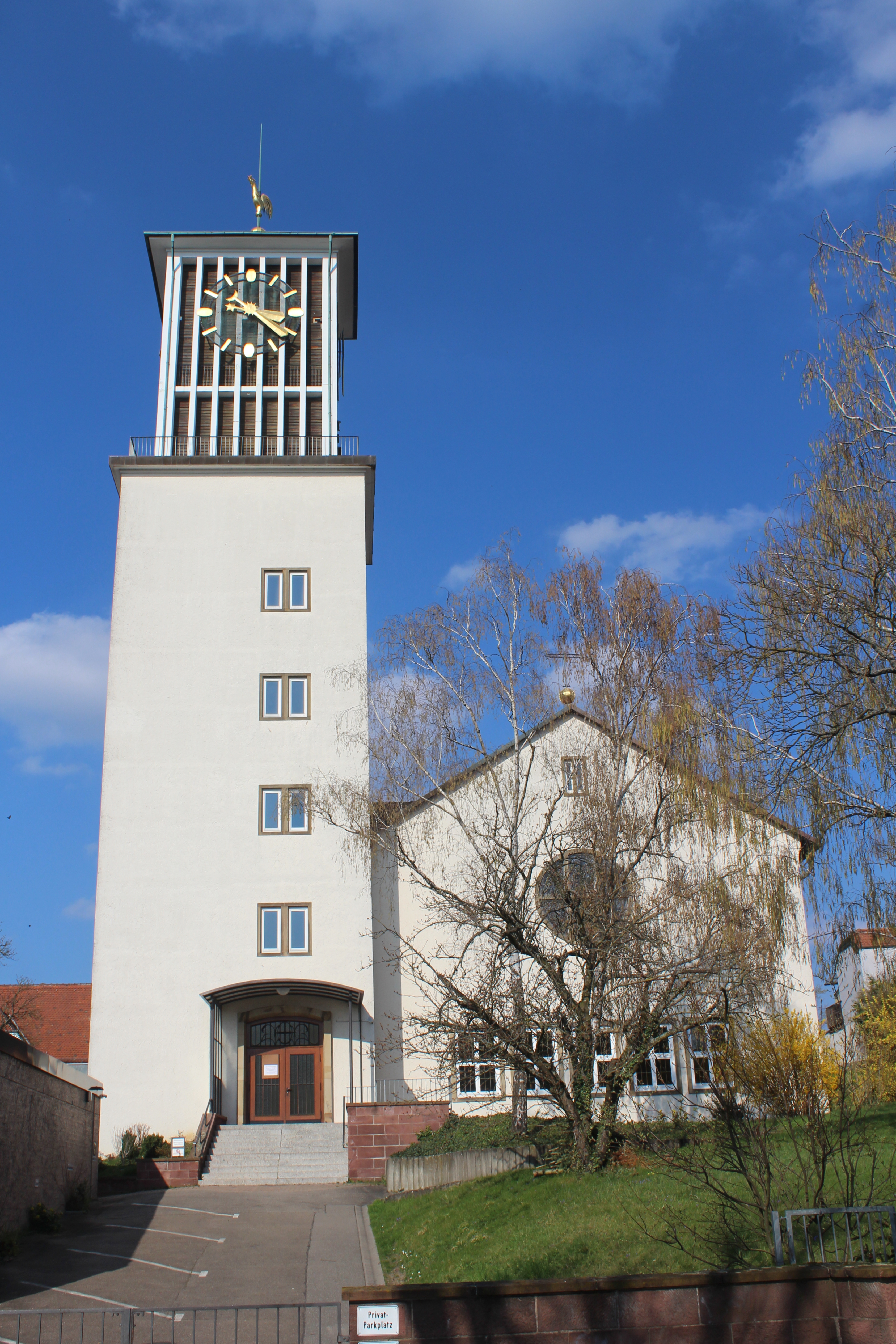
Pauluskirche in Mühlacker

Die Pauluskirchengemeinde Mühlacker umfasst die innere Kernstadt von Mühlacker. Die Pauluskirche wurde 1954 erbaut. Bereits 1920 war die Pauluspfarrei innerhalb der Kirchengemeinde Dürrmenz-Mühlacker durch Abtrennung von der Andreaspfarrei entstanden. Mit Wirkung vom 4. Dezember 1983 wurde dann die selbständige Pauluskirchengemeinde Mühlacker innerhalb der ebenfalls neu errichteten Gesamtkirchengemeinde Mühlacker gebildet. 1987 wurden einige Gebiete in Mühlacker, die bis dahin zur Pauluskirchengemeinde gehörten, der Andreaskirchengemeinde angegliedert.
Die Paul-Gerhardt-Pfarrei war die dritte Pfarrei der Kernstadt, neben der Andreas- und der Pauluspfarrei. Durch Zunahme der evangelischen Bevölkerung Mühlackers wurde 1959 nach der Andreas- und der Pauluskirche noch das Paul-Gerhardt-Gemeindehaus als weitere Predigtstätte der Kirchengemeinde Mühlacker errichtet. 1983 wurde dort die selbständige Paul-Gerhardt-Kirchengemeinde innerhalb der ebenfalls neu errichteten Gesamtkirchengemeinde Mühlacker gebildet. Sie fusionierte 2019 mit der Pauluskirchengemeinde, die dabei ihren Namen behielt.

#### Andreaskirchengemeinde Mühlacker

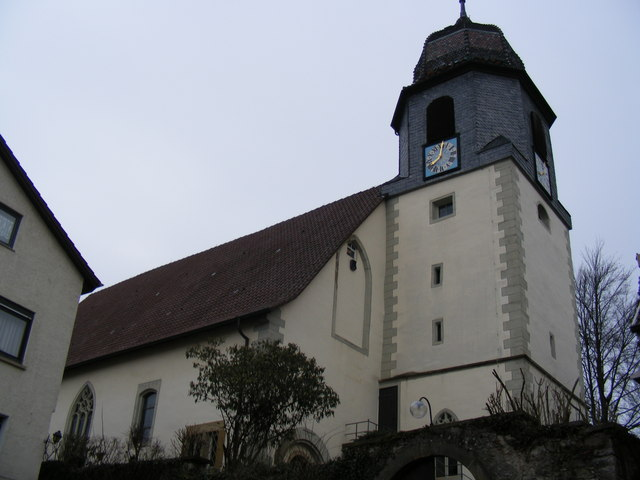
Andreaskirche in Dürrmenz

Die Andreaskirchengemeinde Mühlacker (ca. 2.300) umfasst den Stadtteil Dürrmenz der Stadt Mühlacker. Eine Andreaskapelle wurde bereits 1371 erstmals genannt. 1408 wurde sie zur Pfarrkirche erhoben. Nach Ansiedlung der Waldenser ab 1699, welche die St. Petruskirche erhielten, gab es in Dürrmenz neben der lutherischen Kirchengemeinde (St. Andreas) auch eine reformierte Gemeinde (St. Peter). 1823 wurde die reformierte Gemeinde jedoch mit der lutherischen Gemeinde vereinigt. Sie war danach fast 100 Jahre lang die einzige evangelische Gemeinde von Dürrmenz bzw. dem späteren Mühlacker. Erst 1920 wurde die Pauluspfarrei abgetrennt und dort 1983 auch die selbständige Pauluskirchengemeinde innerhalb der ebenfalls neu errichteten Gesamtkirchengemeinde Mühlacker gebildet.
1987 wurden einige Gebiete in Mühlacker, die bis dahin zur Pauluskirchengemeinde gehörten, der Andreaskirchengemeinde angegliedert.

#### Kirchengemeinde Lienzingen

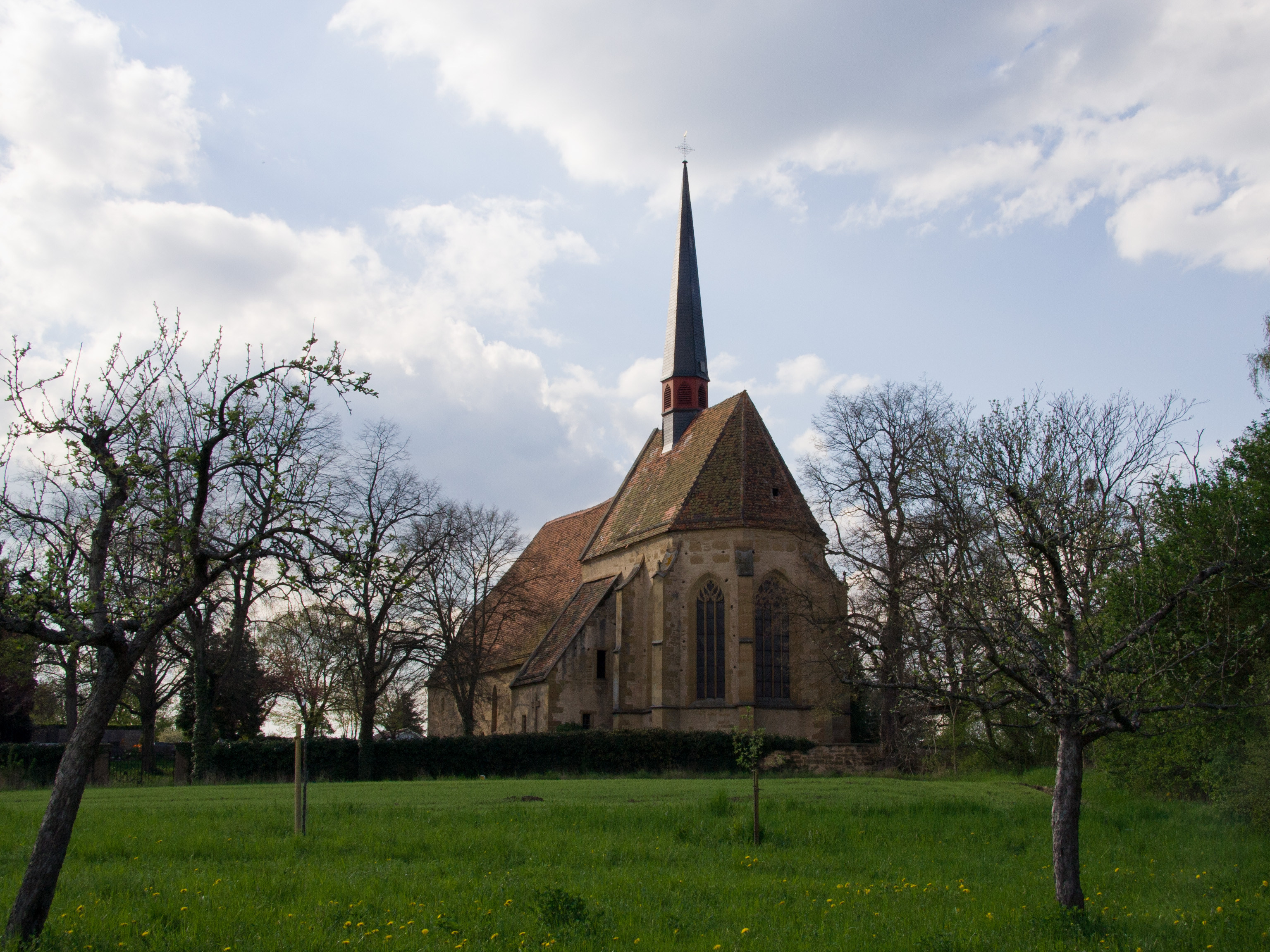
Liebfrauenkirche Mühlacker-Lienzingen

Die Kirchengemeinde Lienzingen (ca. 1.100) umfasst den Stadtteil Lienzingen der Stadt Mühlacker. Eine Kirche St. Petrus (so erst seit dem 17. Jahrhundert) ist bereits 1186 genannt. Sie gehörte dem Kloster Sinsheim. Im 14. Jahrhundert gelangte sie an das Kloster Maulbronn. Die Peterskirche ist eine wohl aus dem 14. Jahrhundert stammende spätgotische Chorturmkirche. Die Quader des Mauerwerks stammen möglicherweise von einer Burg. Außerhalb des Ortes steht die 1476/83 als Wallfahrtskirche erbaute Frauenkirche mit kreuzrippengewölbtem Chor und niedrigem Schiff. Sie ist von einem Friedhof umgeben.
Durch Bekanntmachung des Oberkirchenrats vom 24. Juni 1970 wurden die evangelischen Bewohner des Aussiedlerhofs Hasenberg von der Kirchengemeinde Lienzingen abgetrennt und der Kirchengemeinde Schmie zugeordnet.

#### Kirchengemeinde Lomersheim

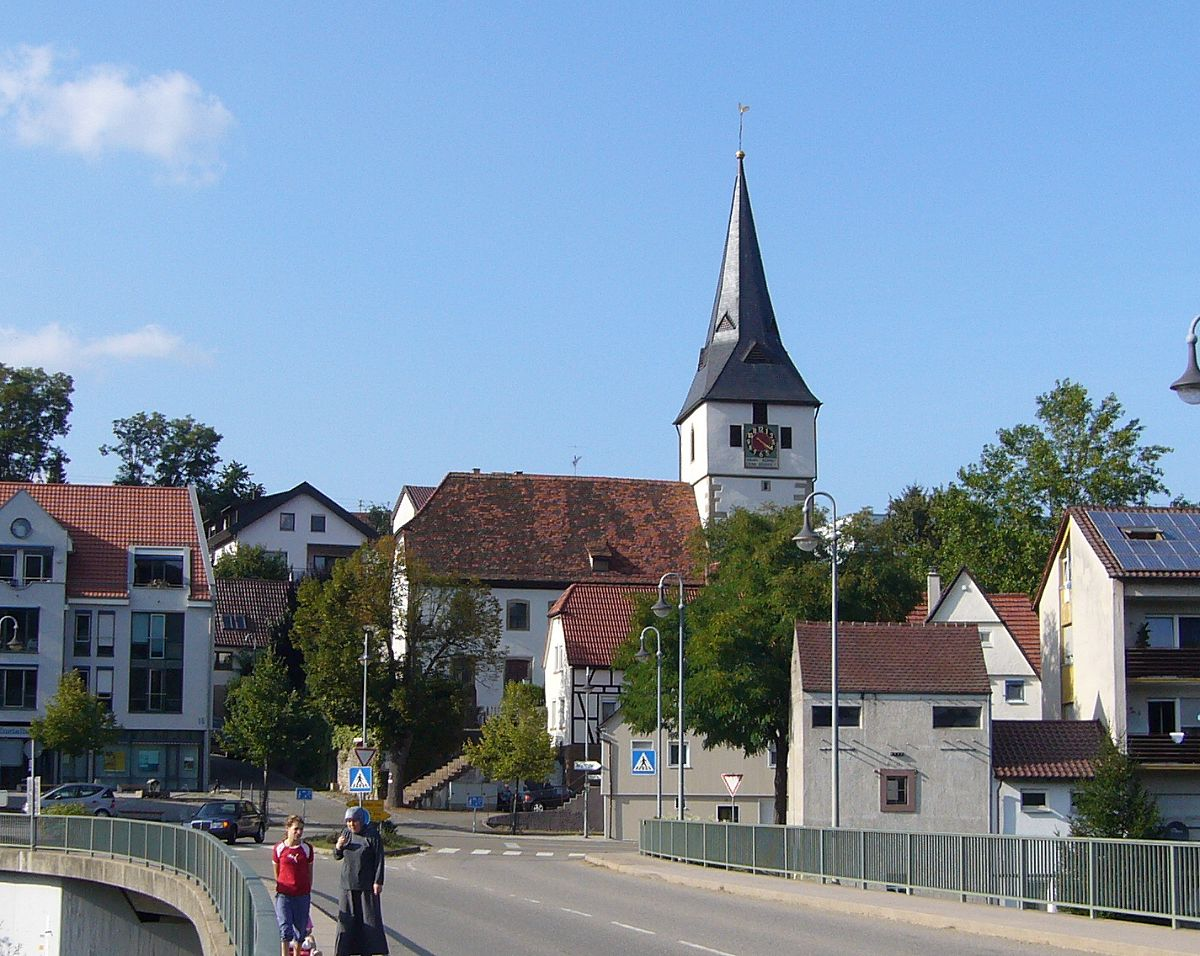
Peterskirche in Lomersheim

Die Kirchengemeinde Lomersheim (ca. 1.400) umfasst den Stadtteil Lomersheim der Stadt Mühlacker. Die Kirche St. Peter gelangte 1401 von den Herren von Enzberg an das Kloster Maulbronn. Die heutige Kirche ist eine spätgotische Chorturmanlage von 1459.

### Kirchengemeinde Mühlhausen/Enz

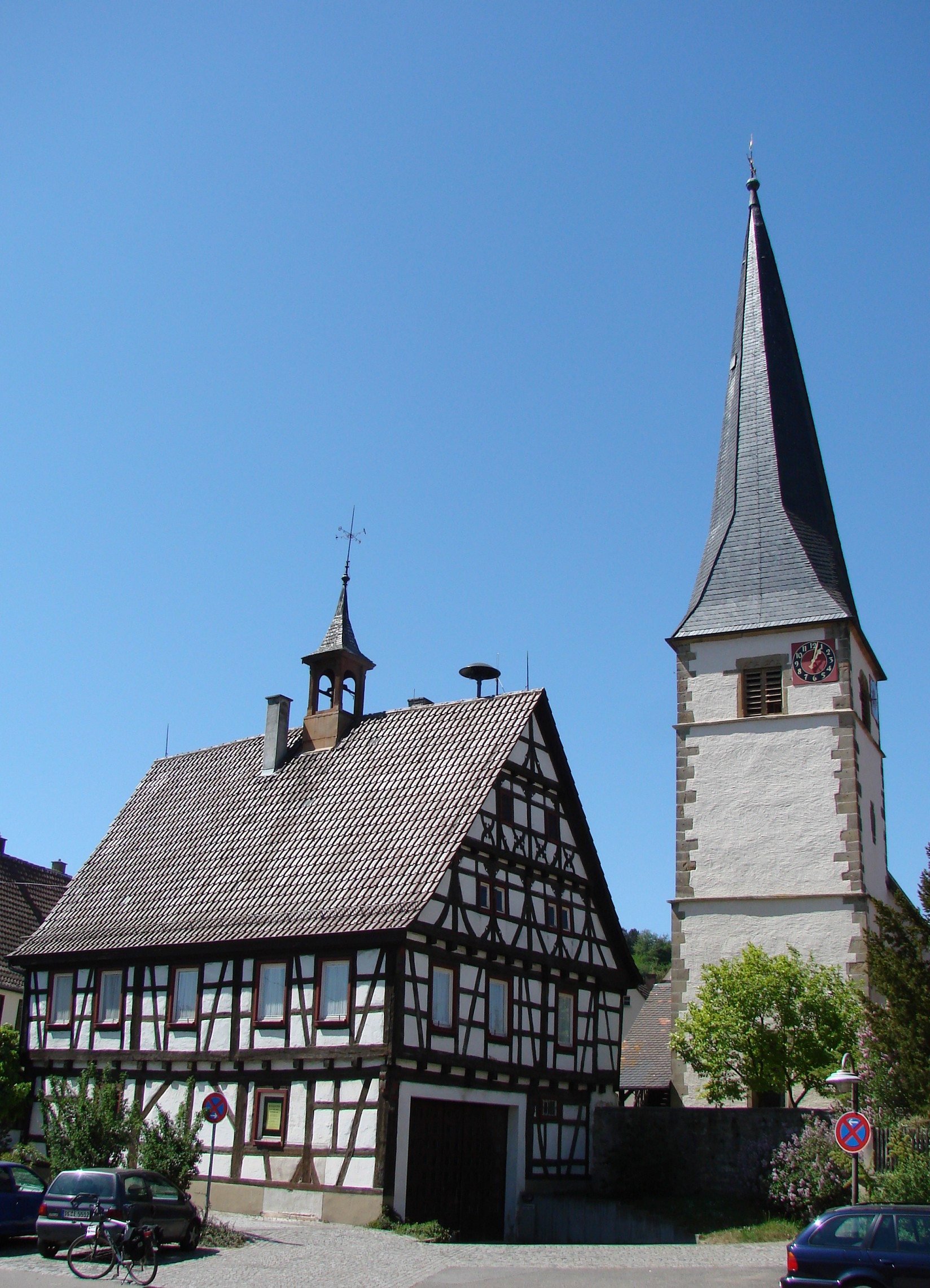
Evang. Kirche und Rathaus in Mühlacker-Mühlhausen

Die Kirchengemeinde Mühlhausen/Enz (ca. 800) umfasst den Stadtteil Mühlhausen/Enz der Stadt Mühlacker. Die Albanskirche wurde 1458 anstelle älterer Gebäudeteile erbaut. Der Chorturm stammt von 1526. Neben anderen hatte um 1679 auch das Kloster Maulbronn Anteile an der Kirche. Dennoch gelangte der Kirchensatz über das Spital Markgröningen ab 1552 an Württemberg.
Bis 1972 gehörte die Kirchengemeinde Mühlhausen/Enz zum Kirchenbezirk Vaihingen. Mit Wirkung vom 1. Januar 1973 wurde sie in den Kirchenbezirk Mühlacker umgegliedert.

### Kirchengemeinde Oberderdingen

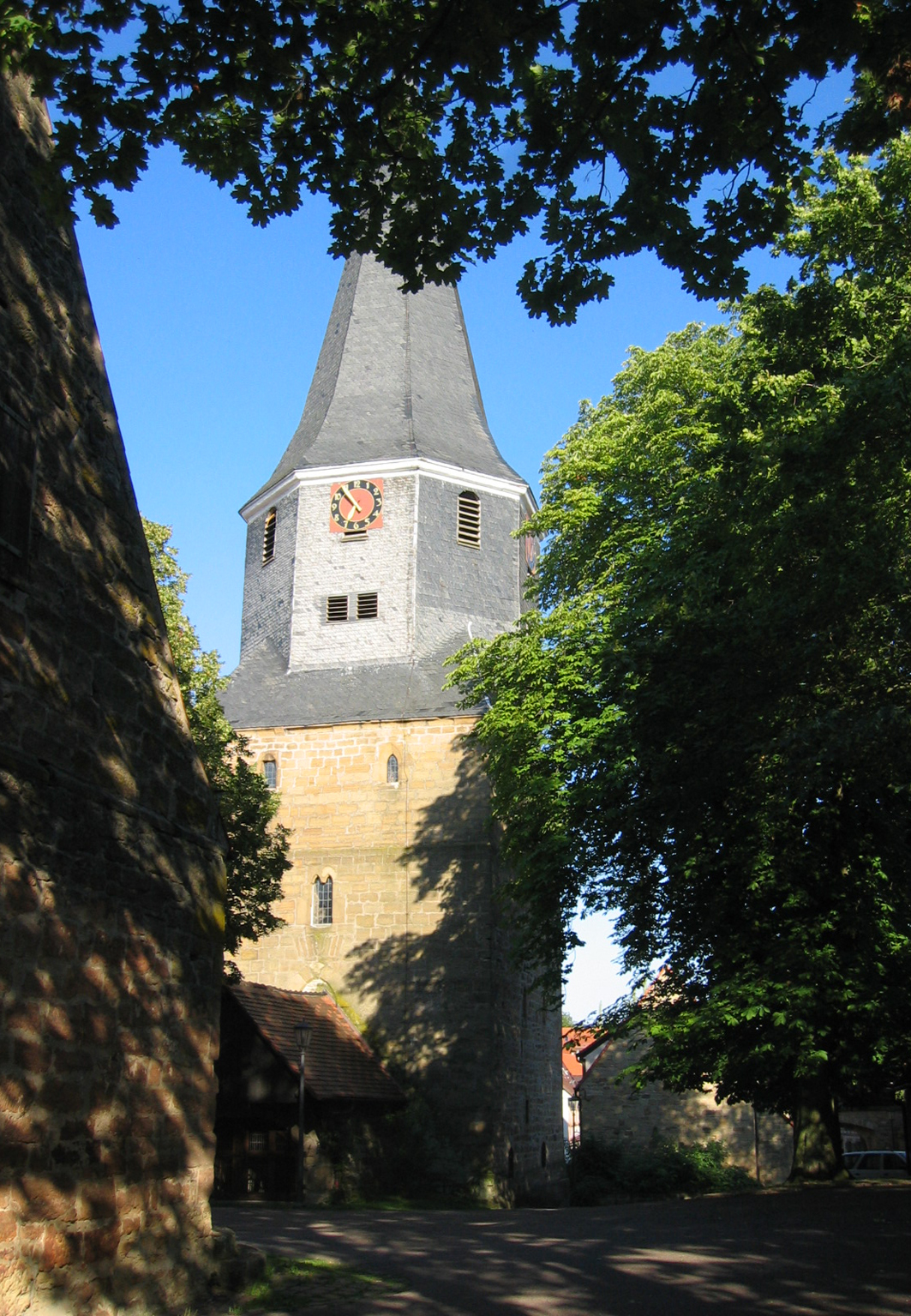
Evang. Kirche Oberderdingen

Die Kirchengemeinde Oberderdingen (ca. 2.700) umfasst den Hauptort der Gemeinde Oberderdingen, zu dem auch der heute nicht mehr abgrenzbare Ort Unterderdingen gehört. Eine Kirche mit frei stehendem Glockenturm im Amthof ist schon seit 1227 bezeugt. Später wird sie St. Laurentiuskirche genannt. Ab 1255 gehörte sie dem Kloster Herrenalb. Durch Württemberg wurde die Reformation eingeführt und 1571–1574 die heutige Kirche errichtet. In Unterderdingen wurde 1769 eine Filialkirche St. Peter und Paul erbaut, die einen romanisch-gotischen Chorturm hat. Es wird angenommen, dass der Vorgängerbau die alte Pfarrkirche von Oberderdingen war.

### Kirchengemeinde Ölbronn-Kleinvillars
Seit 1. Januar 2018 sind die Kirchengemeinden Ölbronn-Kleinvillars, die bereits seit 1876 pfarramtlich verbunden waren, zu einer einzigen Kirchengemeinde Ölbronn-Kleinvillars zusammengeschlossen.
Die Kirchengemeinde Ölbronn (ca. 1.300) umfasste den Ortsteil Ölbronn der Gemeinde Ölbronn-Dürrn. Der Ortsteil Dürrn bildet eine eigene Kirchengemeinde innerhalb der Evangelischen Landeskirche in Baden. Kirchlich gehörte Ölbronn zunächst zu Bauschlott, wurde aber 1244 bereits eigene Pfarrei. Damals wurde die Pfarrkirche dem Kloster Maulbronn inkorporiert. Ab 1601 wird sie St. Antonkirche genannt. Die heutige Kirche in Ölbronn wurde 1748 erbaut, der Chorturm ist frühgotisch.

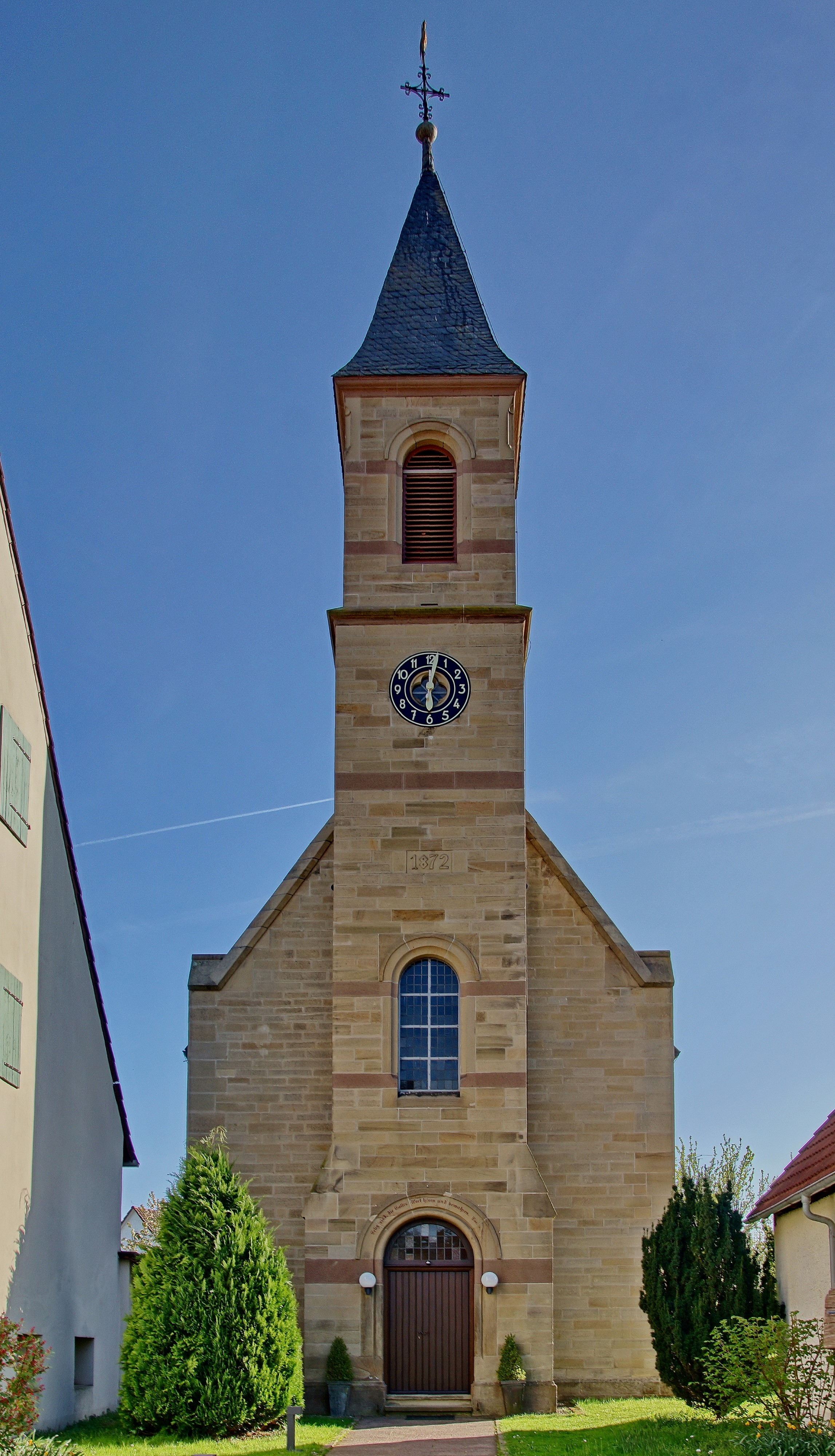
Waldenserkirche in Kleinvillars

Die Kirchengemeinde Kleinvillars (ca.) umfasste den Stadtteil Kleinvillars der Stadt Knittlingen. Der Ort ist eine Waldensersiedlung, die ab 1699 auf Gemarkungen der Stadt Knittlingen und der Gemeinde Ölbronn entstand. Eine Kirche wurde erst 1737 erbaut. Politisch bildete Kleinvillars bis 1826 eine Gemeinde mit dem benachbarten Großvillars, wurde dann selbständige Gemeinde. Die zunächst reformierte Kirchengemeinde Kleinvillars wurde Anfang des 19. Jahrhunderts in die württembergische Landeskirche eingegliedert.

### Kirchengemeinde Ötisheim

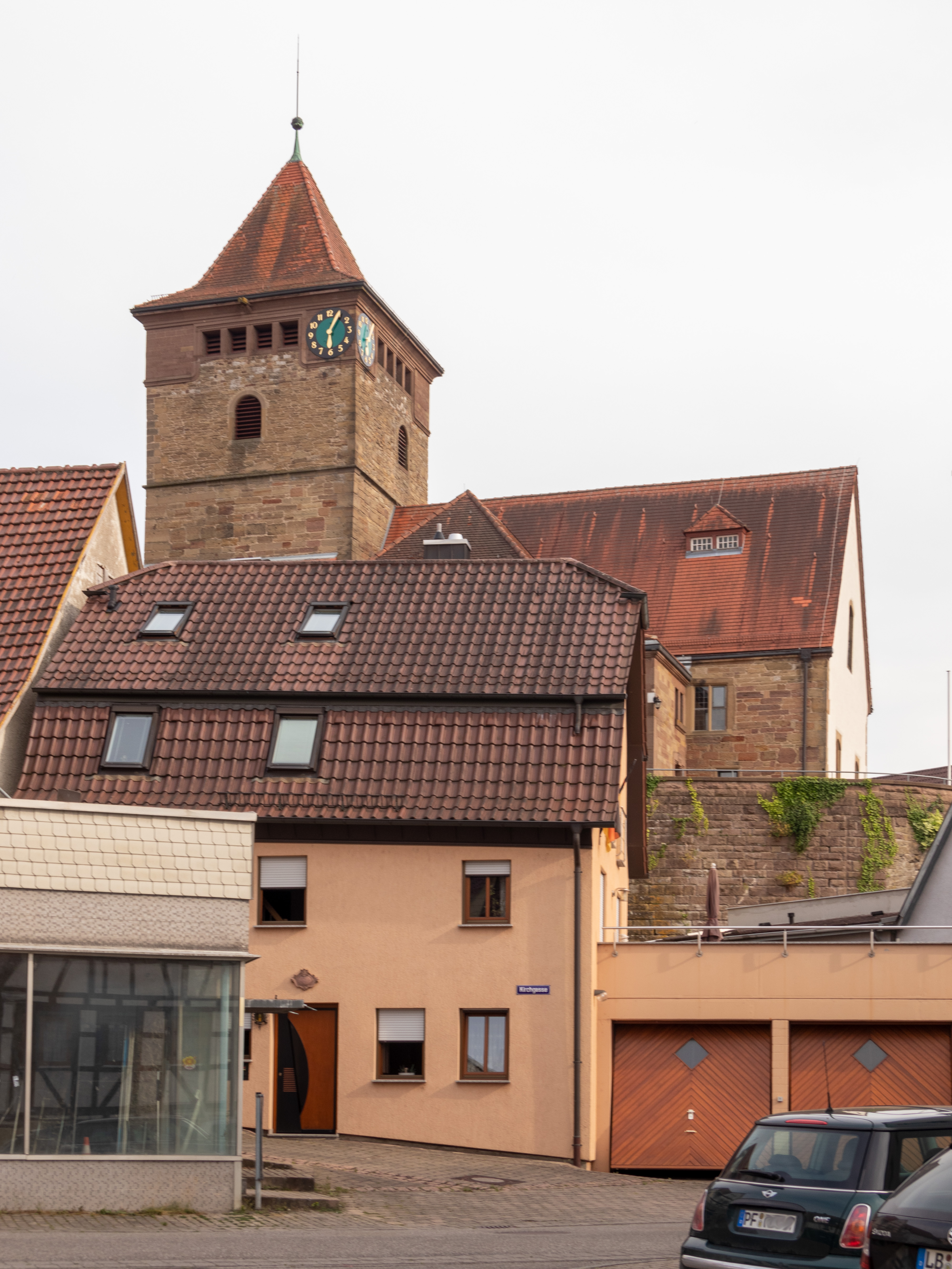
Michaelskirche in Ötisheim

Die Kirchengemeinde Ötisheim (ca. 2.750) umfasst die Gemeinde Ötisheim. Die dortige Michaelskirche ist bereits 1356 bezeugt. Sie gehörte dem Kloster Maulbronn. 1536 wird sie als St. Michaelskirche bezeichnet. Der Chorturm stammt aus der Mitte des 13. Jahrhunderts, das Schiff aus dem 18. Jahrhundert. 1908 wurde die Kirche umgebaut.

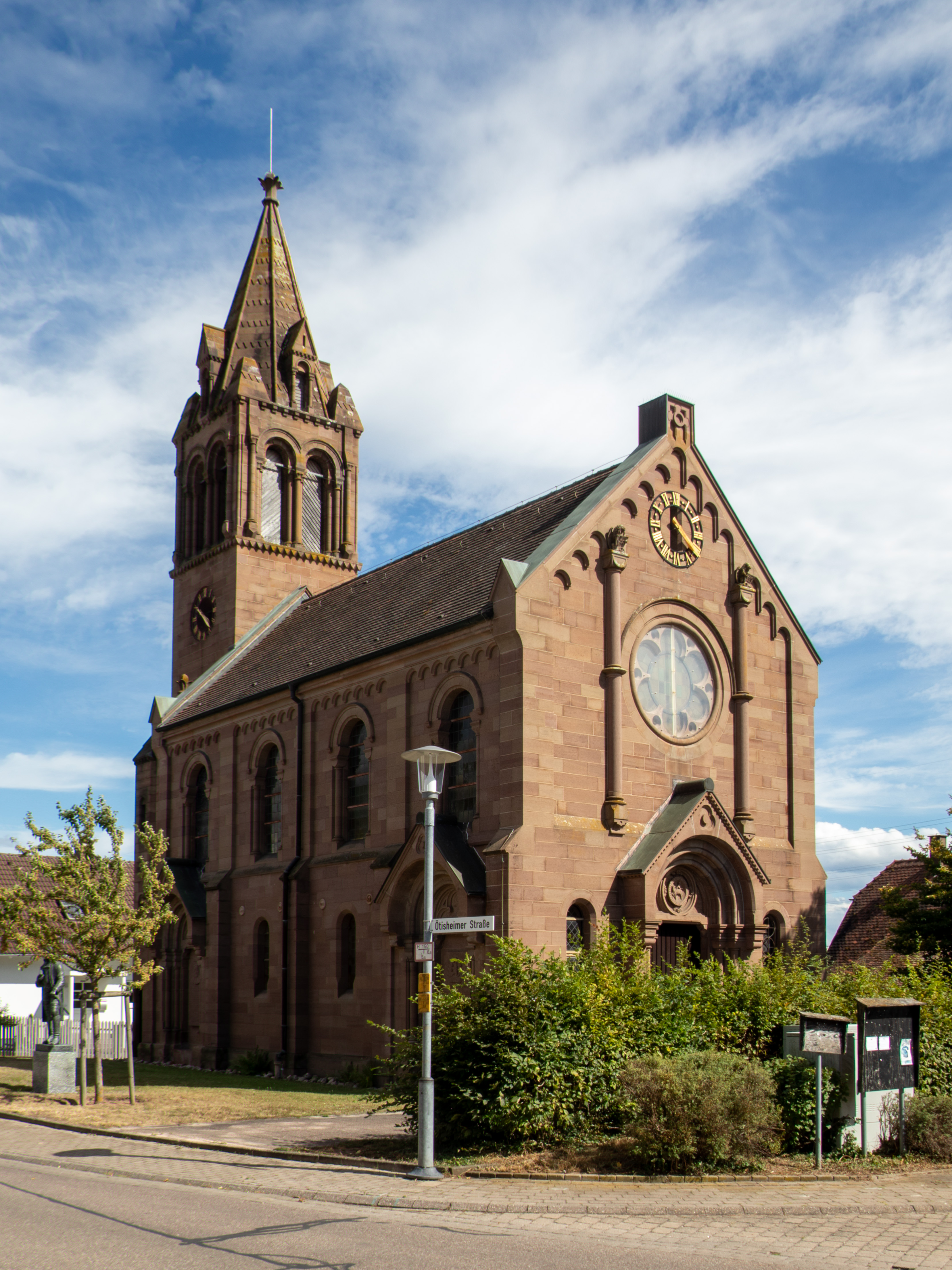
Henri-Arnaud-Kirche in Schönenberg

Auf der Gemarkung Ötisheim wurden ab 1699 die Waldensersiedlungen Schönenberg und Corres errichtet. 1701 wurde in Schönenberg eine eigene Kirche erbaut und eine reformierte Pfarrei errichtet, die auch für Corres zuständig war. In Corres gibt es ebenfalls eine kleine Kirche mit Dachreiter. Erster Pfarrer der Kirchengemeinde Schönberg war der Gründer Schönenbergs sowie Anführer der Waldenser Henri Arnaud. 1824 wurde die reformierte Kirchengemeinde Schönenberg/Corres in die württembergische Landeskirche eingegliedert und es entstanden die beiden Filialkirchengemeinden Corres und Schönenberg der Kirchengemeinde Ötisheim. 1883 wurde die Kirche in Schönenberg neu erbaut. Durch Bekanntmachung des Oberkirchenrats vom 13. April 1954 wurde der Weiler Erlenbach von der Kirchengemeinde Ötisheim in die Kirchengemeinde Schönenberg umgegliedert. Mit Wirkung vom 4. Dezember 1977 wurden die Filialkirchengemeinden Corres und Schönenberg aufgelöst und die Gemeindeglieder der Kirchengemeinde Ötisheim angeschlossen. Somit hat die Kirchengemeinde Ötisheim bis heute drei Kirchen und zwei Pfarrer.

### Verbundkirchengemeinde Auf der Platte
Die Verbundkirchengemeinde Auf der Platte umfasst die Gemeinde Wiernsheim und Teile von Mühlacker. Sie besteht aus vier Kirchengemeinden.

#### Kirchengemeinde Großglattbach

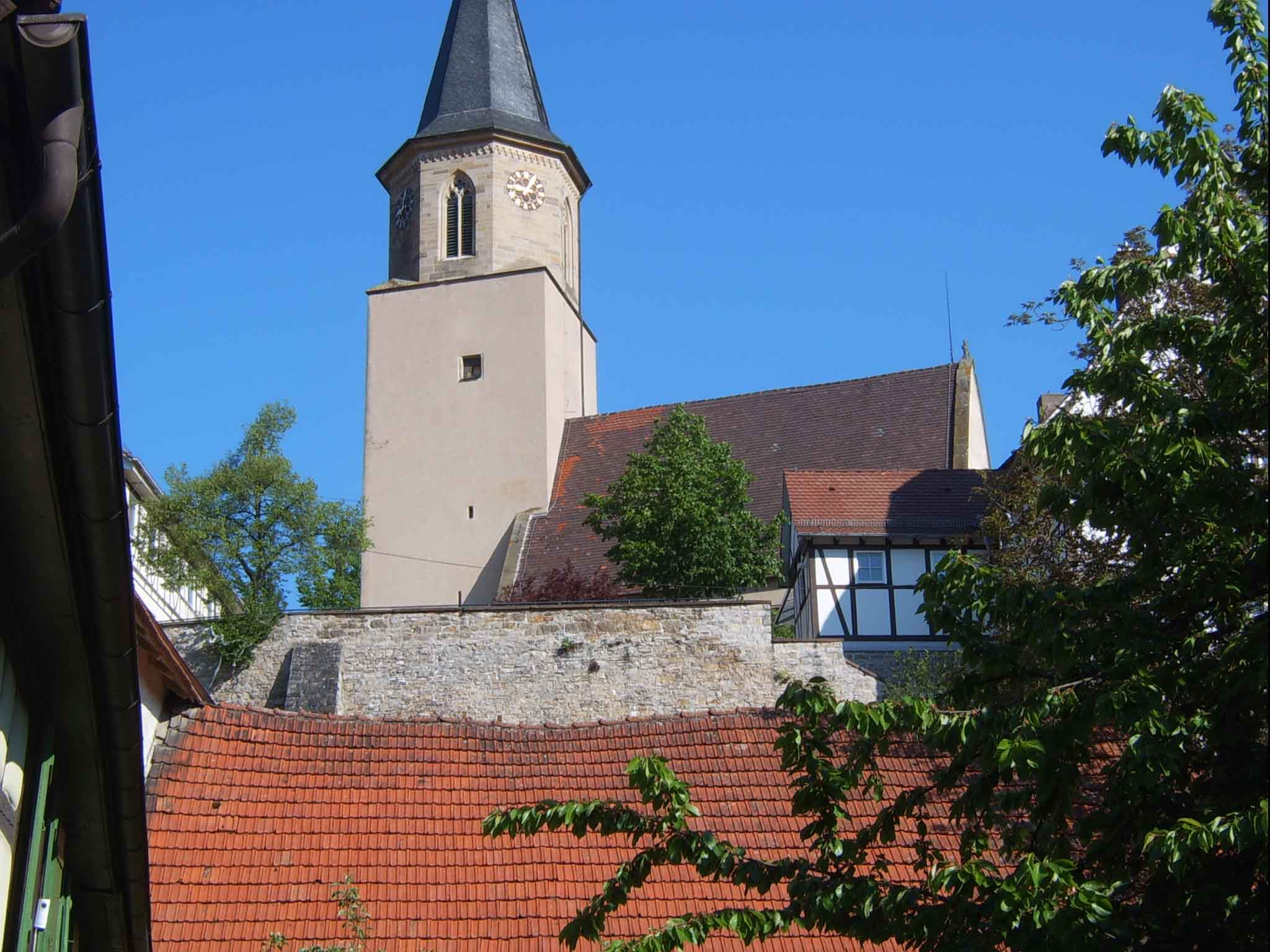
Petrikirche in Großglattbach

Die Kirchengemeinde Großglattbach (ca. 800) umfasst den Stadtteil Großglattbach der Stadt Mühlacker. Der Ort besitzt zwei Kirchen, die bereits im 10. Jahrhundert als Besitzung von Weißenburg erwähnt sind. 1601 werden sie als St. Peter und St. Markus bezeichnet. Die gotische Pfarrkirche St. Peter ist eine Westturmanlage mit geschlossenem Chor. Der Turm wurde 1870 erhöht. Die Kirche St. Markus, heute Friedhofskirche, ist im Wesentlichen 1403 erbaut worden. Sie hat einen sterngewölbten Chor.
Bis 1979 gehörte die Kirchengemeinde Großglattbach zum Kirchenbezirk Vaihingen. Durch Verfügung des Oberkirchenrats vom 21. Juni 1979 wurde sie in den Kirchenbezirk Mühlacker umgegliedert.

#### Kirchengemeinde Iptingen

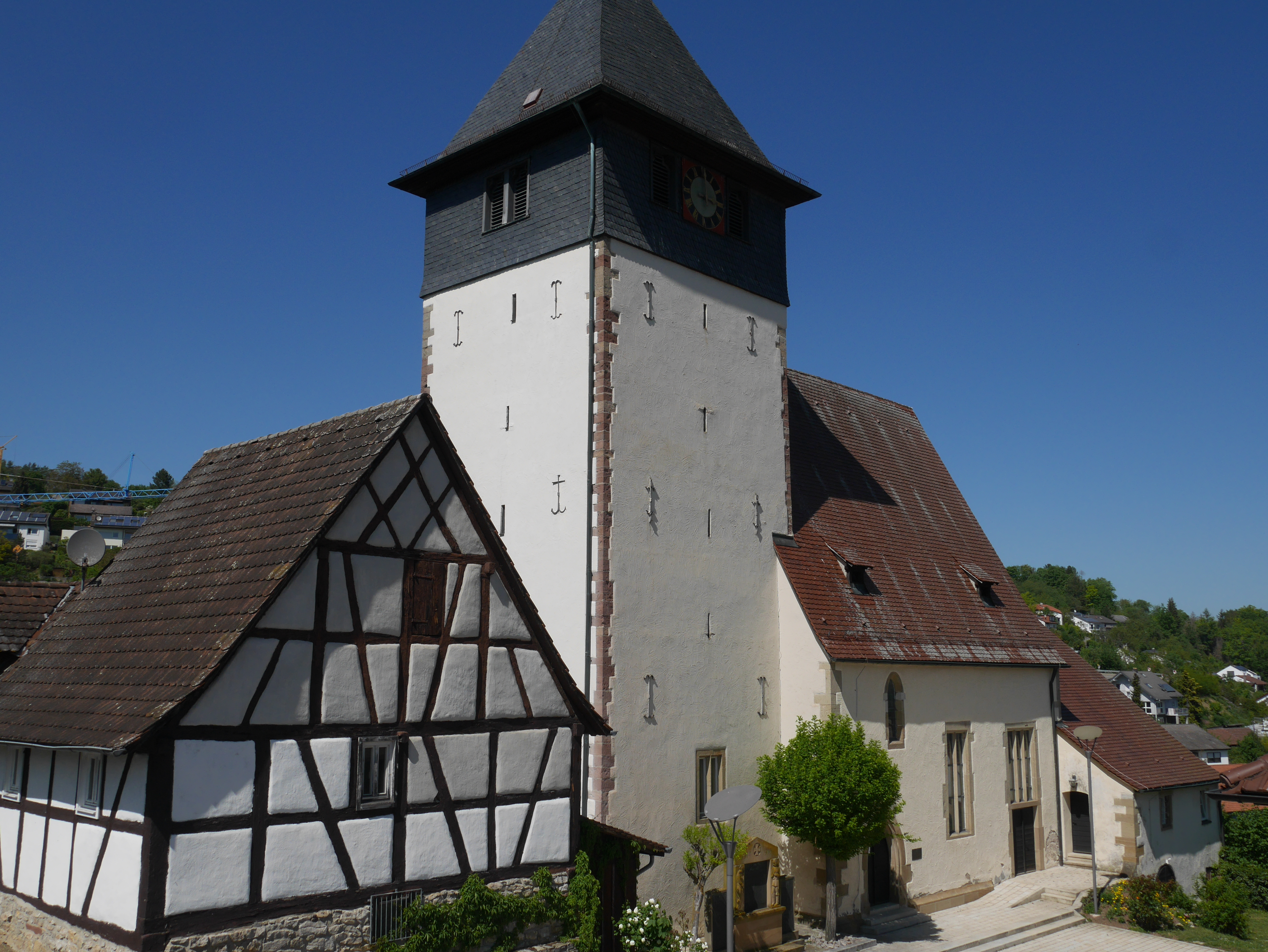
Margaretenkirche in Iptingen

Die Kirchengemeinde Iptingen (ca. 700) umfasst den Ortsteil Iptingen der Gemeinde Wiernsheim. Eine Kirche wird 1237 erwähnt. 1244 kam sie im Tausch vom Kloster Maulbronn an den Bischof von Speyer, später gehörte sie aber wieder zu Maulbronn. Die Kirche hat noch ein romanisches Turmuntergeschoss. Das Schiff wurde 1513 erbaut. Die Kirchengemeinde Iptingen gehörte bis 1995 zum Kirchenbezirk Vaihingen. Mit Wirkung vom 12. November 1995 wurde sie in den Kirchenbezirk Mühlacker umgegliedert.

#### Kirchengemeinde Pinache-Serres

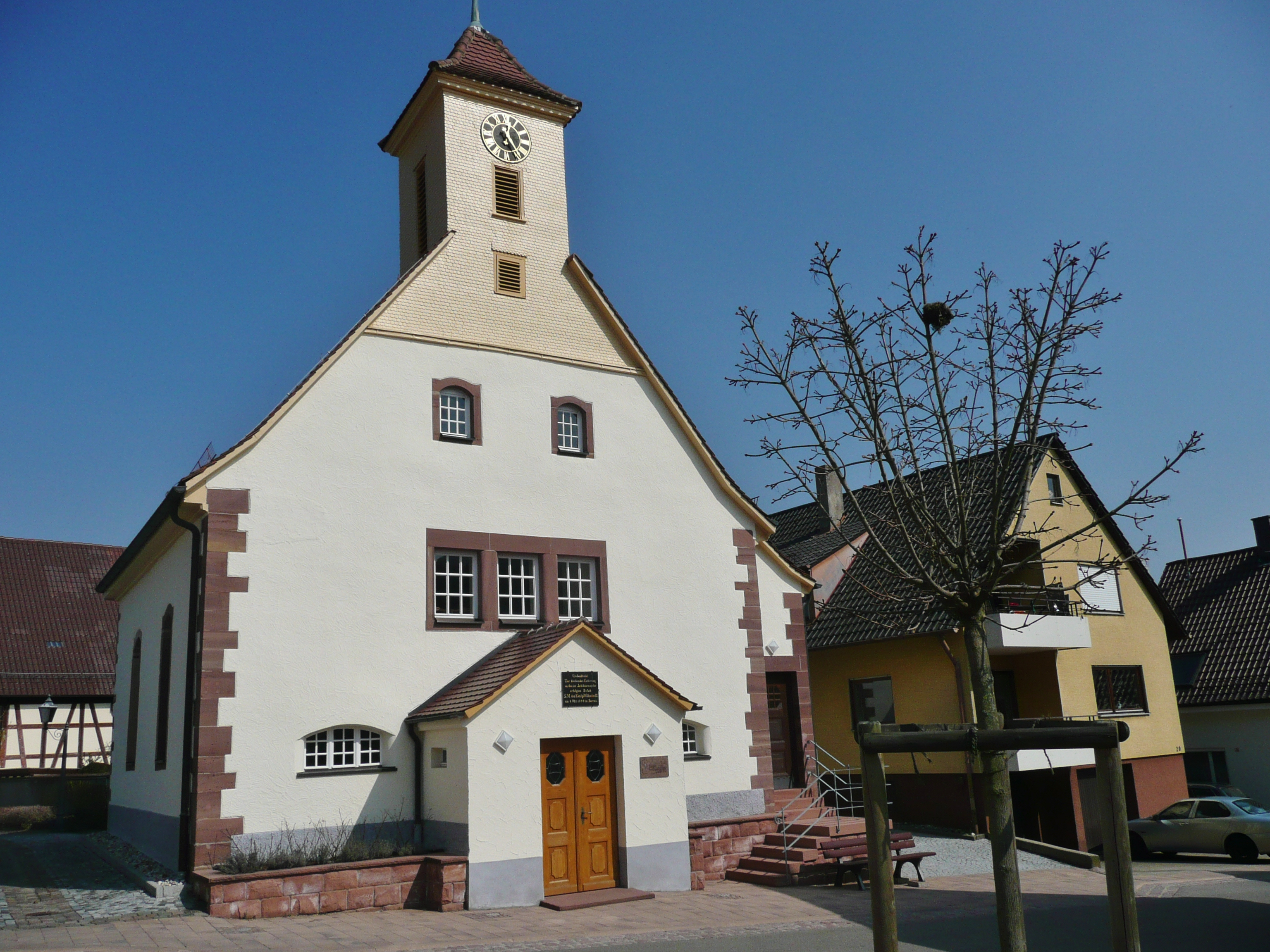
Waldenserkirche in Serres

Die Kirchengemeinde Pinache-Serres (ca.) umfasst die Ortsteile Pinache und Serres der Gemeinde Wiernsheim. Pinache ist eine Waldensersiedlung, die ab 1699 überwiegend auf Gemarkungsteile von Wiernsheim und Dürrmenz gegründet wurde. Eine Kirche wurde 1721 erbaut. Zu ihr gehörte eine reformierte Kirchengemeinde und Pfarrei, die auch das benachbarte Serres betreute. Nach 1729 war die Pfarrei zeitweise nicht besetzt. 1823 wurde die reformierte Gemeinde in die württembergische Landeskirche eingegliedert.
Serres wurde ebenso wie Pinache ab 1699 als Waldenserkolonie gegründet. Kirchlich gehörte es stets zu Pinache, doch gibt es seit 1761 in Serres eine eigene Kirche.

#### Kirchengemeinde Wiernsheim

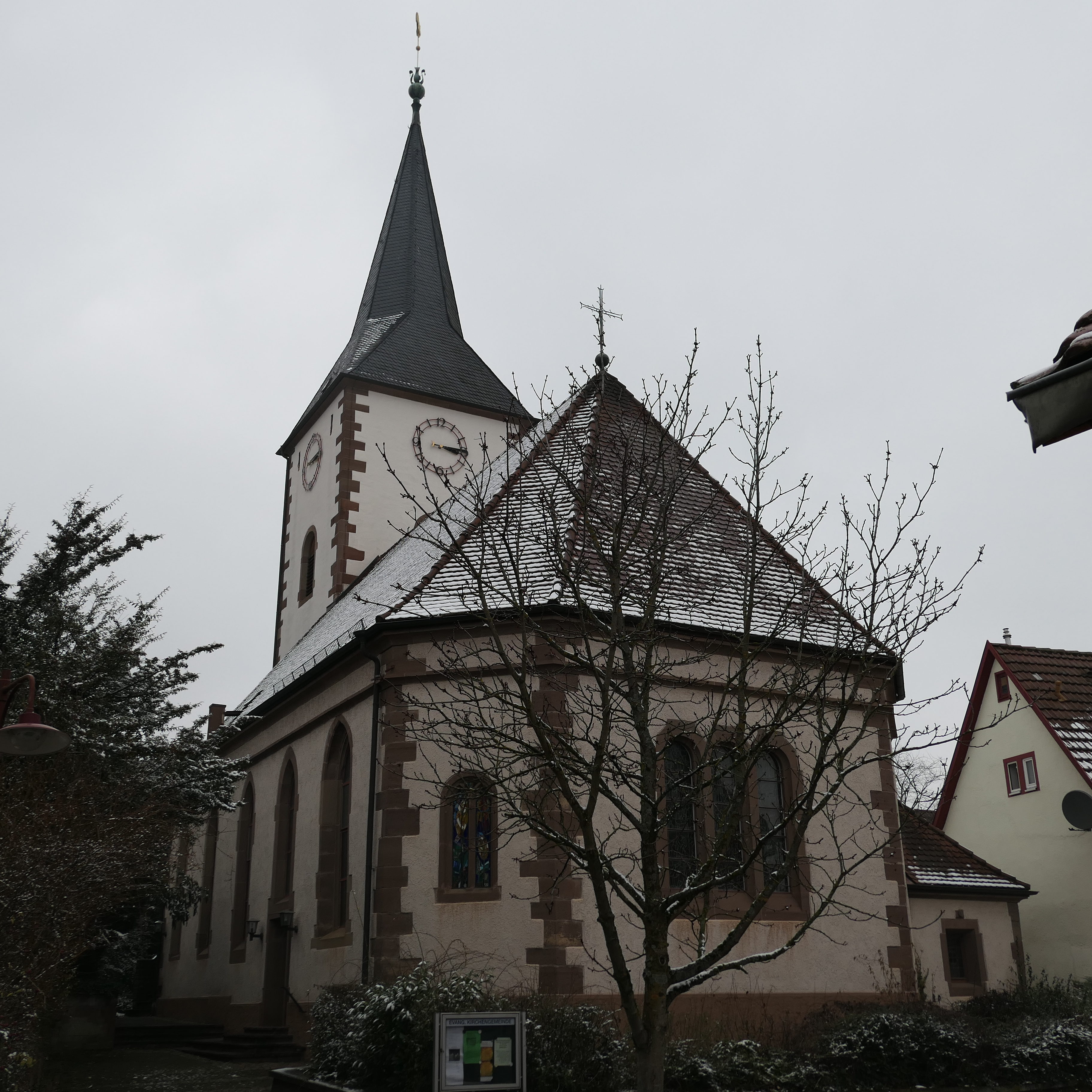
Mauritiuskirche in Wiernsheim

Die Kirchengemeinde Wiernsheim (ca. 1.700) umfasst den Hauptort der Gemeinde Wiernsheim. Eine Kirche wurde 1194 durch Ulrich von Iptingen an das Kloster Maulbronn verschenkt, dem sie 1224 inkorporiert wurde. Der heutige Bau ist spätgotisch und wird ab 1601 als Mauritiuskirche bezeichnet. Zu Wiernsheim gehörte anfangs auch Wurmberg.

### Kirchengemeinde Sternenfels-Diefenbach

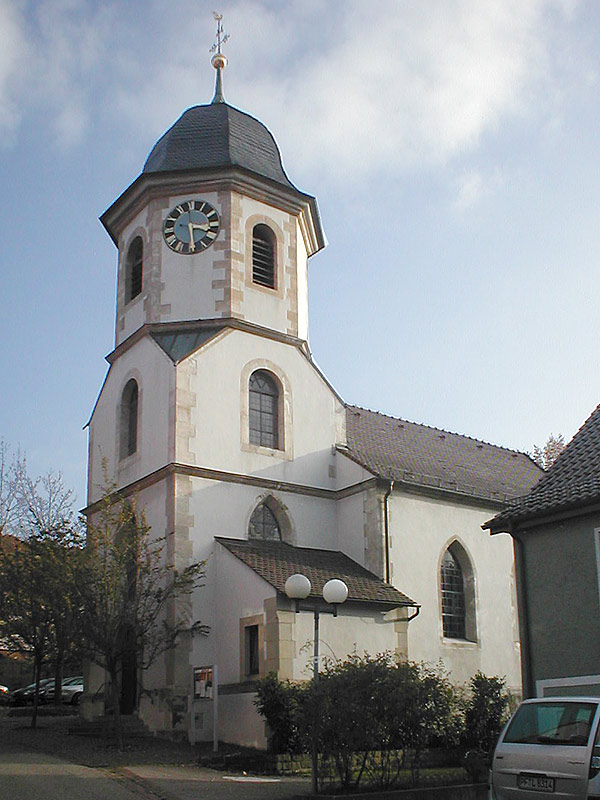
Michaelskirche in Sternenfels

Die Kirchengemeinde Sternenfels-Diefenbach umfasst die Gemeinde Sternenfels.
Der Hauptort der Gemeinde Sternenfels musste im Laufe der Geschichte zahlreiche Herrschaftswechsel überstehen. Kirchlich gehörte er zu Kürnbach. Eine eigene Kirche wurde 1700 erbaut und 1750 sowie im 19. Jahrhundert erweitert. 1816 wurde in Sternenfels eine Pfarrverweserei und 1866 eine Pfarrei errichtet.

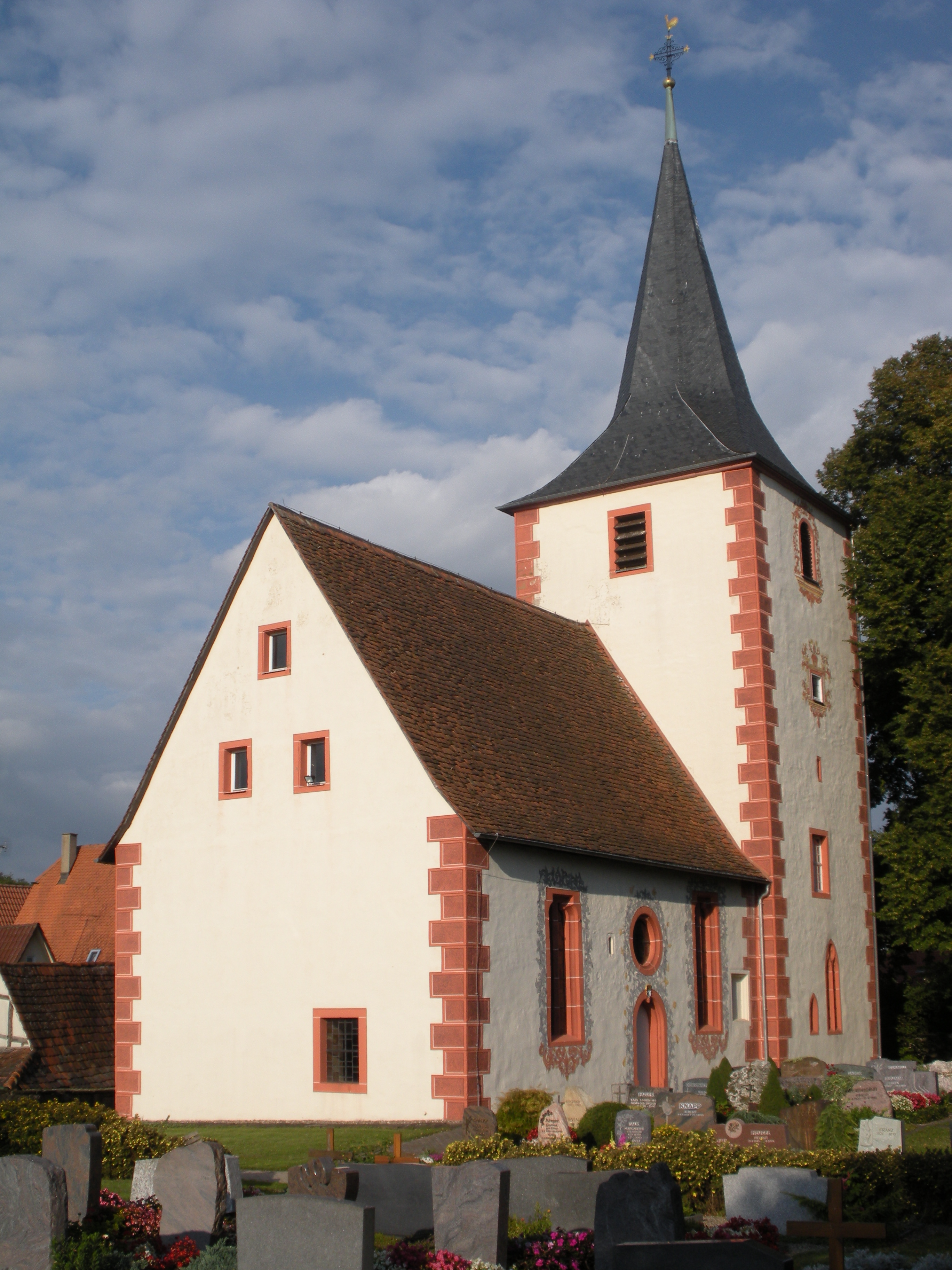
Evang. Dorfkirche Diefenbach

Eine Heiligkreuzkirche im Ortsteil Diefenbach gehörte zum Kloster Maulbronn, war Filiale von Knittlingen und wurde 1420 zur eigenen Pfarrei erhoben. Der Chorturm ist frühgotisch. Die heutige Kirche wurde 1621 von Heinrich Schickhardt durch Erweiterung zur Querkirche praktisch neu erbaut. Diesen Querkirchen-Charakter verstärkte der Um- und Ausbau 1771 noch, verlor ihn aber durch die Renovierung und Umgestaltung im Jahr 1968 wieder.

### Kirchengemeinde Wurmberg

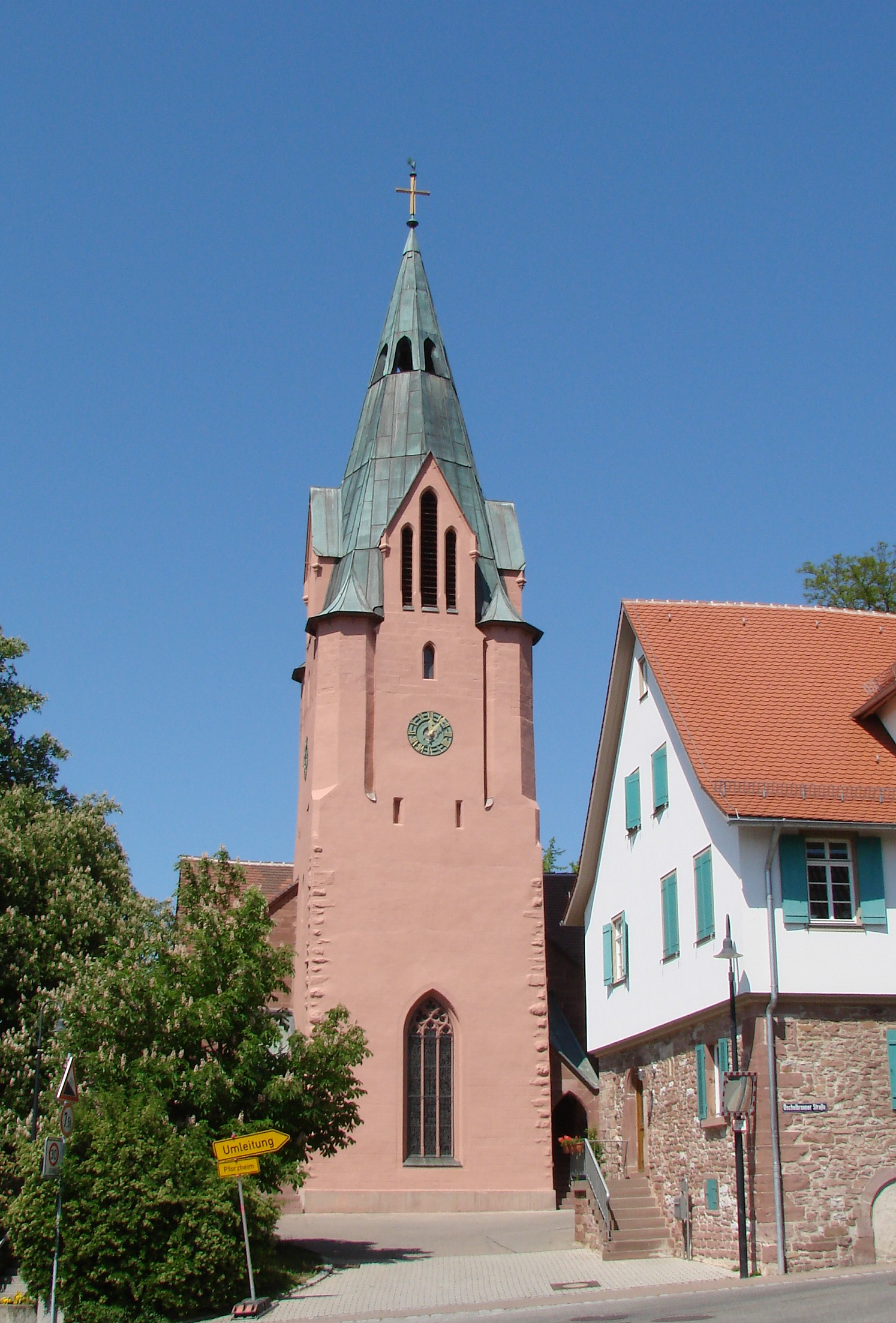
Evang. Kirche Wurmberg

Die Kirchengemeinde Wurmberg (ca. 1.600) umfasst die Gemeinde Wurmberg mit dem Ortsteil Neubärental. Eine Kapelle in Wurmberg wurde bereits 1221 erwähnt. Ein Vorgängerbau der heutigen Petruskirche wurde vermutlich 1603 gebaut. 1699 wurden im Ortsteil Lucerne Waldenser angesiedelt, die von 1721 bis 1823 reformierte Gottesdienste in deutscher und französischer Sprache in einer eigenen Kirche am heutigen Waldenserplatz feierten. Nach der Union der Waldensergemeinde mit der landeskirchlichen Gemeinde 1823 wurde die alte Petruskirche zu klein. Die neugotische Petruskirche wurde nach Plänen des Stuttgarter Oberbaurates Christian Friedrich von Leins erbaut und 1865 eingeweiht. Aus der Vorgängerkirche ist eine historische Kegelladenorgel (1849) von Eberhard Friedrich Walcker erhalten. Der 1721 von reformierten Glaubensflüchtlingen aus Bärenthal bei Beuron gegründete Ortsteil Neubärental erhielt erst 1928 ein eigenes Kirchlein nach Plänen der Architekten Werner Klatte und Richard Weigle. Innen Wand- und Deckenmalereien (Abendmahl, Kreuzigung, Himmelfahrt, Symbole aus der Offenbarung des Johannes) von Walter Kohler.

## Partnerschaft
Seit 1980 besteht eine intensive Partnerschaft mit der Herrnhuter Brüdergemeine im Südwesten Tansanias mit dem Hauptsitz in Mbeya. In diesem Rahmen gibt es alle zwei Jahre abwechselnde Besuchsreisen.

## Archivquellen
- Bestand: Visitationsberichte.   Landeskirchliches Archiv Stuttgart. 1581–1822.   Signatur: A 1.
- Bestand: Kirchenvisitationsakten.   Hauptstaatsarchiv Stuttgart. ca. 1601–1840.   Signatur: A 281.
- Bestand: Ortsakten [mit Digitalisaten der Pfarrbeschreibungen und Pfarrberichte (darin u. a.: Chronik, Filialverhältnisse)].   Landeskirchliches Archiv Stuttgart. ca. 1550–1923.   Signatur: A 29.
- Bestand: Ortsakten [mit Digitalisaten der Pfarrberichte (darin u. a.: Filialverhältnisse)].   Landeskirchliches Archiv Stuttgart. ca. 1924–1966.   Signatur: A 129.
- Bestand: Ortsakten [mit Visitationsberichten].   Landeskirchliches Archiv Stuttgart. ca. 1967–1989.   Signatur: A 229.
- Archivgut: Dekanatsarchive.   Landeskirchliches Archiv Stuttgart.   Signatur: F-Bestände.
- Archivgut: Pfarrarchive.   Landeskirchliches Archiv Stuttgart.   Signatur: G-Bestände.